# Estonia
L'Estonia (in estone Eesti), nome ufficiale Repubblica d'Estonia (in estone Eesti Vabariik), con capitale Tallinn, è una repubblica parlamentare situata nell'Europa nord-orientale, confinante a est con la Russia e a sud con la Lettonia e bagnata a nord e a ovest dal Mar Baltico, che la separa dalla Finlandia e dalla Svezia. Inoltre le coste sono frastagliate e fronteggiate da un arcipelago di circa ottocento isole.
È il più settentrionale dei Paesi baltici, con i quali è spesso accomunata da simili vicende storiche; tuttavia la lingua e la cultura non sono di origine baltica ma ugrofinnica, come la vicina Finlandia, e per questo aspira maggiormente a essere considerata come un Paese della regione nordica.
La superficie totale è pari a 45228 km², mentre la popolazione totale è di 1 340 194 abitanti (circa 29 abitanti per km²).
È uno Stato membro dell'Unione europea, della NATO e dell'OCSE ed è anche uno dei Paesi firmatari del protocollo di Kyoto.
È stata protagonista di una crescita economica dal 2010, grazie alla ripresa della domanda estera e delle esportazioni verso i suoi principali partner commerciali scandinavi, Svezia e Finlandia.
L'Estonia è passata dalla corona estone all'Euro il 1º gennaio 2011, divenendo il diciassettesimo membro dell'eurozona.

## Storia

### Preistoria
La regione è stata popolata a partire dal 10.000 a.C. Le prime presenze umane in Estonia sono legate alla cultura di Kunda. I primi insediamenti si stabilirono nel Mesolitico attorno al fiume Pärnu. La cultura dei Kunda prene suo nome dal sito dell'insediamento di Lammasmäe, vicino alla città di Kunda nel nord dell'Estonia, che risale all'8500 a.C. Ossa e manufatti in pietra simili a quelli trovati vicino a Lammasmäe sono stati rinvenuti ovunque nel territorio estone, così come in Lettonia, nel nord della Lituania e nel sud della Finlandia. Tra i minerali, la pietra focaia e il quarzo vennero utilizzati nella maggior parte dei casi per fare utensili e armi da taglio e caccia.

### Le tribù ugro-finniche e l'Ordine teutonico
Il territorio corrispondente all'odierna Estonia è stato per lungo tempo oggetto di dominazioni straniere. Fu abitata fin dall'antichità da tribù di ceppo finnico, che si dimostrarono in grado di imporsi sulle limitrofe tribù slave e sui principati della Rus'. Nel Medioevo (XII-XIII secolo), l'Estonia fu contemporaneamente cristianizzata e portata sotto la dominazione germanico-teutonica: danese nella parte settentrionale e tedesca più a sud, in Livonia.

### Il dominio svedese

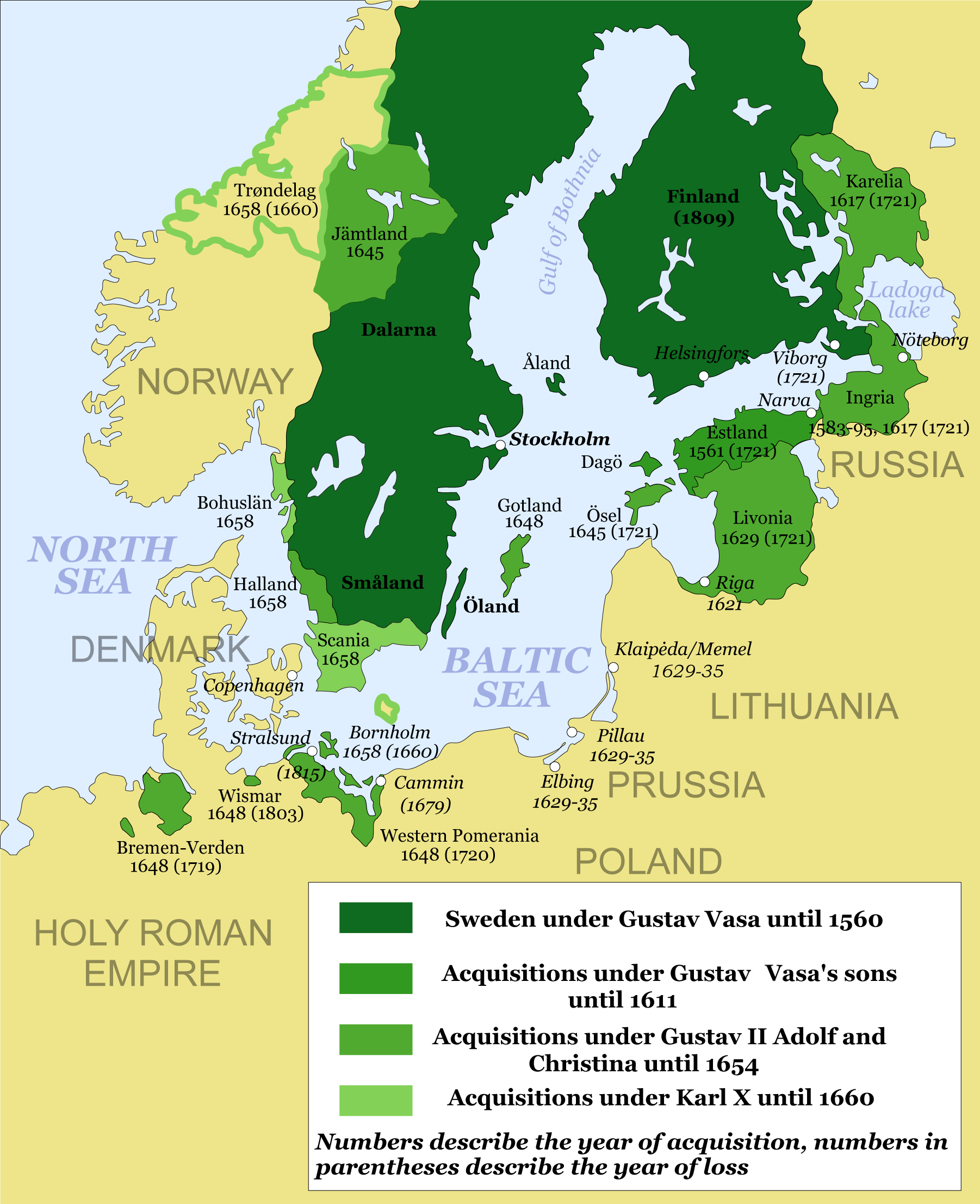
Estonia come parte dell'Impero svedese (1561–1721)

Dagli inizi del XVI secolo fino alla grande guerra del nord l'Estonia (come la Finlandia) rimase sotto il dominio dell'Impero svedese, che fu costretta a cederla all'Impero russo con il trattato di Nystad del 1721.
I territori baltici acquisiti dall'Impero russo furono inquadrati nel governatorato della Livonia.
L'impronta generale del Paese, l'ordinamento giudiziario, la religione protestante, le amministrazioni locali e regionali e il sistema educativo rimasero istituzioni di stampo prettamente germanico, fino alla fine del XIX secolo. Nell'Impero svedese il livello d'istruzione della nobiltà tedesca era nella media, ma rispetto alla nobiltà russa il livello era molto superiore, per tale motivo l'impero tendeva ad affidare loro l'amministrazione e anche a reclutarli per altri incarichi.
La situazione dei contadini invece peggiorò, con l'estensione all'Estonia della servitù della gleba, ancora in vigore in Russia.
Il dominio degli zar russi si protrasse fino agli sconvolgimenti provocati dalla prima guerra mondiale e dalla Rivoluzione d'ottobre del 1917.
Vanno menzionati inoltre i molteplici tentativi di cristianizzazione della regione: missionari cattolici erano tipici nel Medioevo, mentre i missionari ortodossi arrivarono in Estonia in tempi "relativamente" più recenti (1750/1800 circa).

### La Dichiarazione di indipendenza del 1918 e la guerra del 1918-1920

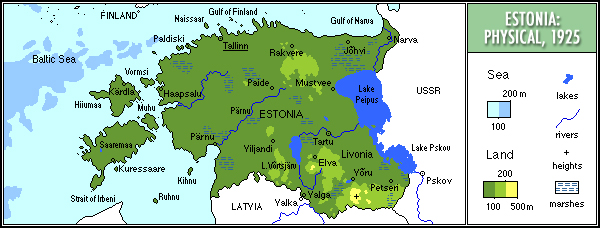
Carta fisica dell'Estonia prebellica

A seguito della caduta dell'Impero russo gli estoni colsero l'occasione per affermare la loro identità nazionale, risorta nel corso dell'Ottocento e dichiararono l'indipendenza il 24 febbraio 1918.
L'indipendenza estone non fu riconosciuta subito dall'Impero tedesco, che a partire dall'ottobre del 1917 cominciò a occupare militarmente il territorio estone. L'occupazione militare si esaurì nel marzo del 1918, in seguito al trattato di pace Brest-Litovsk tra la Russia bolscevica e gli imperi centrali. I bolscevichi, nel vuoto di potere lasciato dai tedeschi, invasero l'Estonia. Ne scaturì una sanguinosa guerra tra estoni, aiutati dagli Stati occidentali, e russi.
La guerra d'indipendenza estone (1918-1920) si concluse con la firma trattato di Tartu che segnava i confini tra Unione Sovietica e Repubblica d'Estonia. Il nuovo Stato estone venne riconosciuto il 2 febbraio 1920. Entrò a fare parte della Società delle Nazioni nel 1921.

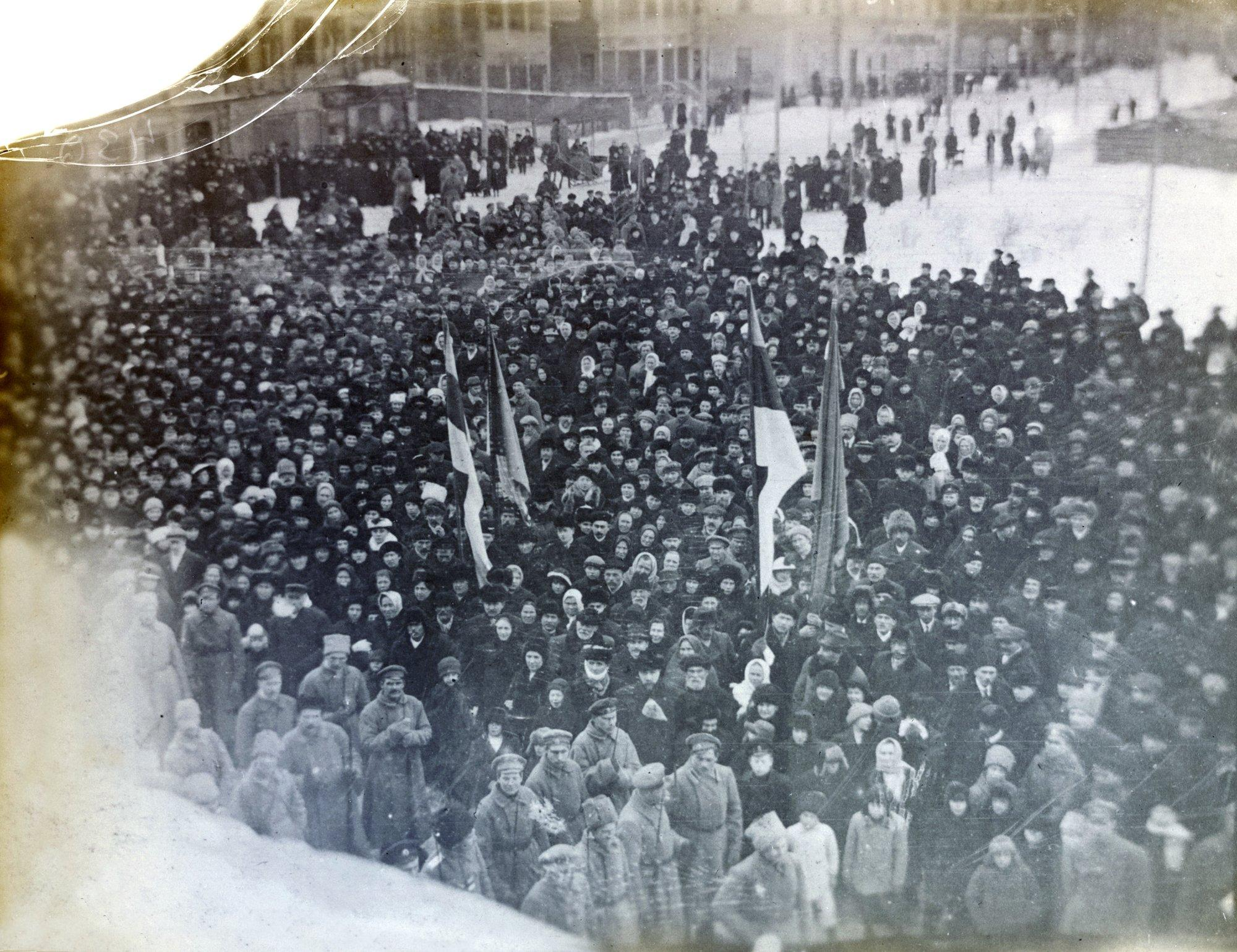
Dichiarazione di indipendenza a Pärnu il 23 febbraio del 1918. Una delle prime immagini della Repubblica estone

#### Gli anni dell'indipendenza
Gli anni dell'indipendenza furono un momento positivo per diversi aspetti, sia economici sia culturali, che gli estoni rimpiangeranno durante il periodo post-bellico, di occupazione sovietica.
Nel periodo dell'indipendenza era attivo a Tallinn un Istituto Italiano di Cultura che per un periodo fu diretto dal giornalista Indro Montanelli.

#### Era del silenzio
Sul piano politico il timore di una sovversione comunista spinse il governo a destra.
Fin dal 1918 Konstantin Päts aveva proposto una forma di unione personale tra Finlandia ed Estonia, allora appena resisi indipendenti dalla Russia. Nel 1922 compì la prima visita ufficiale all'estero di un primo ministro estone, in Finlandia.
Nel 1934 Päts, capo del governo insieme con Johan Laidoner, capo dell'esercito, assunsero il potere violando la costituzione.
Iniziò così la cosiddetta Era del Silenzio, una forma di autoritarismo presidenziale di destra molto vicino alla dittatura, senza mai assumerne la forma, in cui il presidente Pats si dichiarò: Protettore dello Stato contro la minaccia dei militanti di estrema destra chiamati Vaps. Questo periodo si protrasse per alcuni storici fino al 1938, mentre per altri fino alla seconda guerra mondiale.

### L'occupazione sovietica del 1940 e quella nazista nella seconda guerra mondiale (1941-1944)

#### Occupazione sovietica 1940
Prima della seconda guerra mondiale, nell'agosto 1939, la Germania nazista e l'Unione Sovietica stipularono un accordo di cooperazione, il patto Molotov-Ribbentrop, il quale conteneva un protocollo segreto col quale Germania ed URSS si dividevano la Polonia, la Finlandia e i Paesi baltici. Poco dopo l'Unione Sovietica occupò e si annetté unilateralmente il Paese e, per questo atto, venne espulsa dalla Società delle Nazioni. Gli Stati Uniti d'America, con la dichiarazione di Welles (23 luglio 1941), notificarono all'Unione Sovietica che essi non avrebbero mai riconosciuto come legittima tale annessione. Infine, con elezioni a lista unica e sotto intimidazioni i comunisti trasformarono il Paese nella Repubblica Socialista Sovietica Estone. Coloro che non avevano la prova del voto stampata sul proprio passaporto rischiavano di essere uccisi. Gli estoni dissidenti iniziarono a essere deportati.
Questa prima occupazione sovietica influì profondamente sulla successiva scelta di molti estoni di allearsi a fianco dei tedeschi, come atto di resistenza ai sovietici.

#### Invasione tedesca e "soluzione finale"
In seguito all'operazione Barbarossa, nel 1941 e fino al 1944, la Germania nazista occupò i Paesi baltici. I tedeschi vennero accolti dalla resistenza estone come dei possibili liberatori dall'occupazione sovietica; quindi gli estoni su una popolazione di appena un milione di abitanti, fornirono 100 000 soldati, inquadrati in tutti gli eserciti tedeschi. Altri si allearono nell'esercito di resistenza della Finlandia contro l'Armata Rossa sovietica.
In realtà i piani nazisti, delineati nel cosiddetto Generalplan Ost sotto l'impulso dei professori Konrad Meyer-Hetling e Walter Christaller e fortemente sostenuti dall'apparato delle SS di Heinrich Himmler, negavano il ritorno all'indipendenza estone e prevedevano la germanizzazione forzata dell'Estonia e di tutti i Paesi baltici: il territorio sarebbe stato destinato alla colonizzazione tedesca e le popolazioni autoctone "non germanizzabili" deportate nell'est. Inoltre anche in Estonia venne messo in atto il processo di annientamento della popolazione locale ebraica; con la collaborazione di elementi antisemiti baltici, le organizzazioni di distruzione tedesche (Einsatzgruppen) sterminarono i 2 000 ebrei estoni entro la fine del 1941 e Reinhard Heydrich poté definire l'Estonia, nel documento riassuntivo della Conferenza di Wannsee del 20 gennaio 1942, il primo Paese europeo judenfrei ("libero da ebrei").
Altri estoni combatterono invece contro il Nazismo. Nell'offensiva del Baltico del 1944, nelle file dell'Armata Rossa combatté l'8º Corpo d'armata estone comandato dal generale Pern e furono queste truppe a entrare a Tallinn il 22 settembre 1944.

### La rioccupazione sovietica e la perdita dell'indipendenza (1944)
A guerra finita l'Estonia, fortemente indebolita, non riuscì più a ritrovare la propria indipendenza e fu rioccupata diventando parte dell'Unione Sovietica, la quale sostenne che il patto Molotov-Ribbentrop, per l'annessione, fosse già stato stipulato con la Germania nazista prima dell'inizio delle ostilità e che conseguentemente l'Estonia avesse richiesto "spontaneamente" firmando, l'adesione all'Unione Sovietica.

#### I tentativi di Resistenza estone: i Fratelli della foresta
Fra i Fratelli della foresta, un movimento di resistenza anti-sovietica che aveva agito durante la seconda guerra mondiale, si distinse la figura di Alfons Rebane, pluridecorato militare estone, ufficiale della 20. Waffen-Grenadier-Division der SS Estland e uno degli artefici del movimento di resistenza ai soviet. I Fratelli della foresta furono attivi anche durante il periodo post-bellico di occupazione sovietica. Nel 1950, durante la guerra fredda, una commissione del Congresso degli Stati Uniti definì le divisioni Waffen-SS estoni, che avevano combattuto accanitamente a fianco dell'esercito tedesco sul fronte orientale fino a Berlino, "distinte dalle SS" e "non ostili" alla politica perseguita dal governo statunitense; ciò per cercare di giustificare pubblicamente l'appoggio dato a forze anti-regime sovietico neo-naziste.

#### La russificazione forzata e la spersonalizzazione della cultura estone
Stalin proseguì nella politica di "russificazione" del territorio e di deportazione dei dissidenti estoni in Siberia.
I sovietici imposero una sistematica politica di spersonalizzazione del popolo estone: ogni manifestazione esteriore dell'identità culturale estone venne proibita (per esempio indossare abbigliamento con i colori nazionali era fuori legge), il patrimonio artistico e tutto ciò che poteva ricordare altre culture, specie se tedesca, fu depauperato.

#### L'azione sovietica
I danni materiali causati dalla fine della seconda guerra mondiale, aggravati dalla conseguente occupazione sovietica, rallentarono la crescita economica estone nel dopoguerra, creando come risultato un enorme divario nella ricchezza rispetto alle vicine Finlandia e Svezia. A partire dal 1991, con la restaurazione dell'indipendenza, l'economia dell'Estonia ha registrato una decisa ripresa, rallentata solo dalla crisi globale del 2008.
Nel periodo di occupazione sovietica il KGB, la polizia politica segreta sovietica, ebbe un ruolo di primo piano nella repressione, e continuò la sua attività fino alla dissoluzione dell'URSS nel 1991. Alcuni cittadini estoni, sospettati dalle autorità sovietiche di volere l'indipendenza dell'Estonia, venivano schedati, controllati e spiati dalla polizia segreta sovietica che provvedeva sistematicamente ad arrestarli. In seguito alle torture, alle esecuzioni e alle deportazioni nei campi in Siberia inflitte ai sospetti anticomunisti dal KGB, centinaia di intellettuali, funzionari e giovani studenti estoni sparirono. In questi anni, chiamati "del terrore", la percentuale degli abitanti di etnia estone nel Paese scese drasticamente. La cultura e la lingua estone furono messe in pericolo dalla repressione culturale sovietica.

#### Opposizione delle potenze occidentali
Gli Stati Uniti e la maggior parte degli Stati occidentali non riconobbero mai all'Unione Sovietica l'annessione dei territori baltici, pur non facendo nulla per opporvisi. Lasciarono intatto il controllo dell'Unione Sovietica sulle tre repubbliche baltiche anche come pegno per l'alleanza sovietica contro Hitler. In Occidente restarono attive le rappresentanze diplomatiche delle tre repubbliche baltiche, che continuarono a perorare la causa del ritorno all'indipendenza dei loro Stati per quasi cinquant'anni. In questi anni parte del governo dell'Estonia operò in esilio, unico caso fra i tre Paesi occupati, per restaurare la piena sovranità, a Oslo, fino al 1991. Il 29 settembre 1960 il Consiglio d'Europa adottò la risoluzione 189 che condannava l'occupazione militare dei Paesi baltici da parte dell'Unione Sovietica.

#### Olimpiadi del 1980
Dal 19 luglio al 3 agosto 1980 si sono svolti i Giochi della XXII Olimpiade in Unione Sovietica. Tallinn ha ospitato le gare di vela presso il Centro velico di Pirita, costruito per l'occasione insieme all'Olympia hotel, al centro Linnahall, alla mastodontica Torre televisiva e al terminal aeroportuale.
Durante l'occupazione sovietica la gomma da masticare era vietata in Estonia, perché considerata simbolo del capitalismo americano. Tuttavia in deroga alle leggi, per la XXII Olimpiade, venne concesso alla Kalev, nota fabbrica estone di caramelle e cioccolati, di produrre le gomme da masticare ufficiali dei Giochi Olimpici attraverso l'importazione delle linee di produzione.

### Il ritorno all'indipendenza estone (1991)
Solo il 20 agosto 1991, con la dissoluzione dell'Unione Sovietica, l'Estonia ebbe riconosciuta l'indipendenza. Vennero ammessi e resi pubblici dai sovietici, l'aggressione e l'accordo segreto con i nazisti del 1939. La nazione dichiarò quindi ritrovata e restaurata l'indipendenza del 1918, secondo il principio giuridico della continuità (ossia che il Paese ugro-finnico non avesse mai cessato di esistere e che l'era sovietica fosse solamente da considerarsi come un periodo di occupazione militare straniera). Il 12 settembre dello stesso anno si firmò con l'URSS il trattato che avrebbe portato le truppe armate sovietiche ad abbandonare definitivamente il Paese.
La politica interna negli anni successivi al biennio 1990-1991, si cimentò con il compito di restaurare le condizioni giuridiche antecedenti al 1940. Il 20 settembre 1992 si svolsero le prime elezioni democratiche della ritrovata indipendenza e la maggior parte della minoranza russofona, giunta con la "russificazione" dopo la seconda guerra mondiale, non possedendo nazionalità estone, non ebbe diritto di voto.

#### Privatizzazioni ed economia di mercato

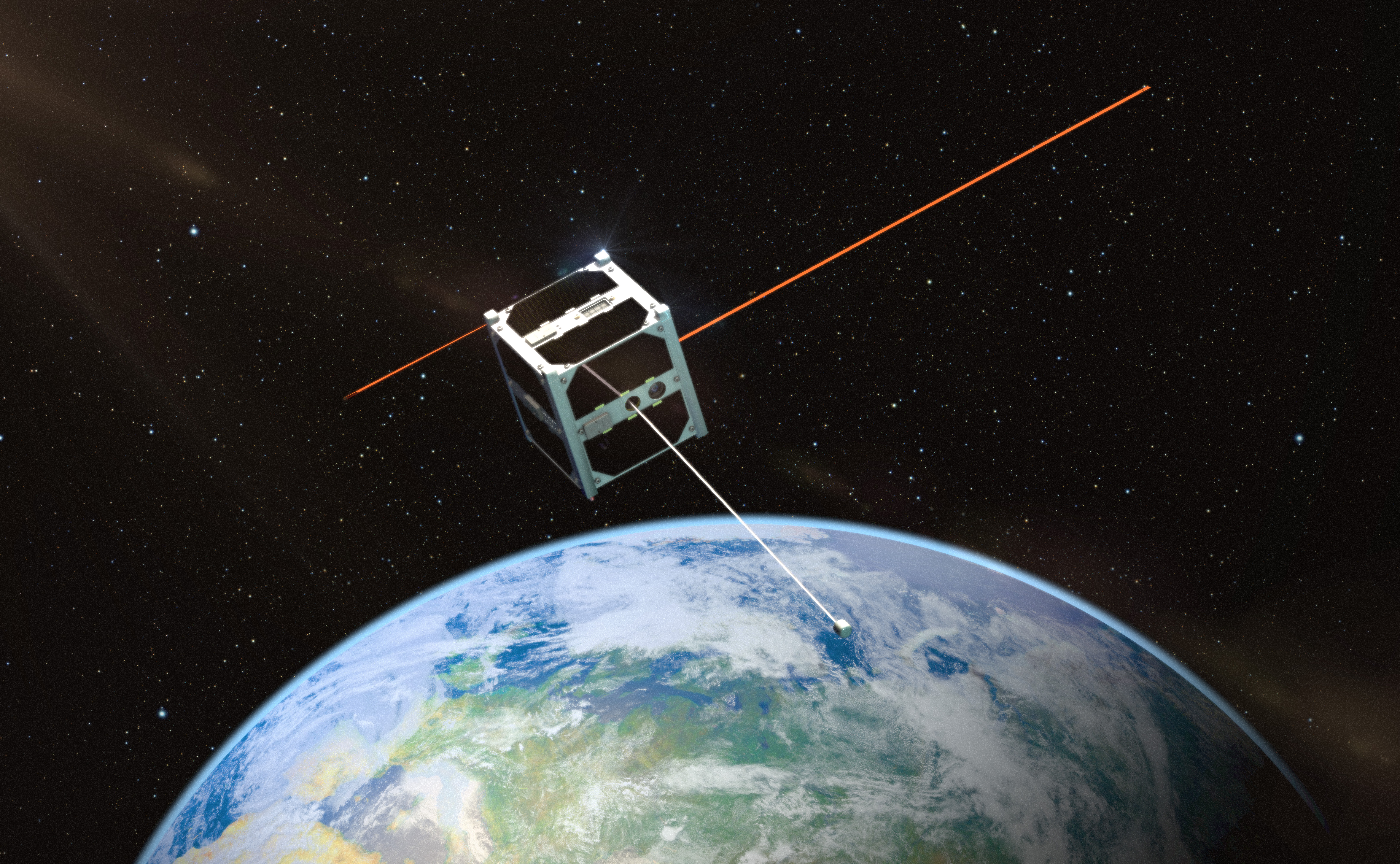
ESTCube-1 è il primo satellite artificiale estone

L'asse economico e il commercio estero si spostarono dall'Oriente verso i mercati occidentali, statunitensi ed europei, specialmente quelli scandinavi. Sono state rapidamente privatizzate le aziende nazionali – anche grazie al recupero di più di 100 milioni di dollari messi in salvo nel 1940 in banche occidentali, poco prima dell'occupazione straniera sovietica. Il ritmo di sviluppo economico del Paese dal 1991 ha ripreso a salire in modo notevole, eccettuati per gli anni (2008-09) di crisi economica internazionale.

## Geografia

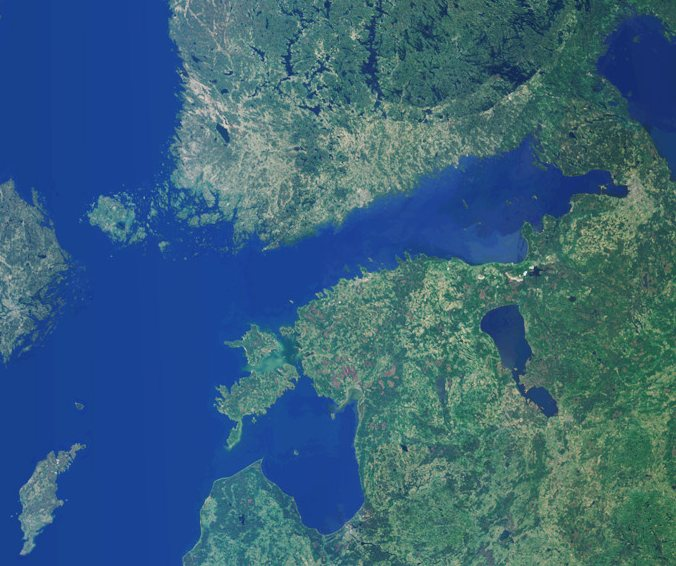
Il golfo di Finlandia e l'Estonia

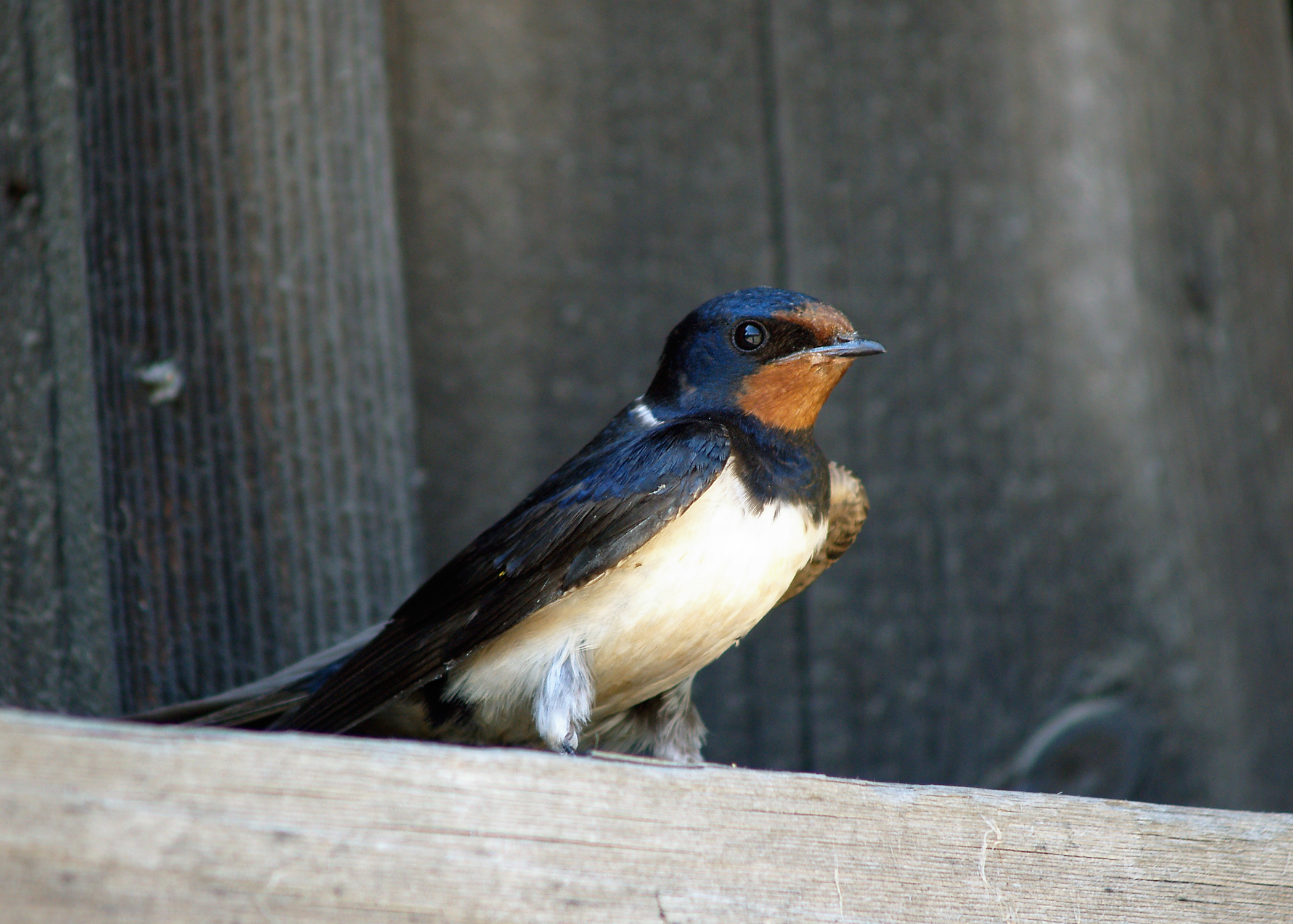
La rondine estone, con i colori nazionali, è un simbolo del popolo estone

La superficie del Paese, poco più grande della Svizzera, è prevalentemente pianeggiante con modeste ondulazioni.
Coperta per il 40% di boschi, ha un consistente numero di laghi, fiumi e isole.
Fa parte della regione biogeografica boreale.

### Morfologia
L'Estonia è bagnata a nord e a ovest dal Mar Baltico, con i golfi di Riga e di Finlandia.
Le coste sono frastagliate e si estendono per 3794 km.
Davanti a esse si trovano circa 1 520 isole. Le più grandi sono:
- l'isola di Saaremaa 2668 km²
- l'isola di Hiiumaa 965 km²

La più distante è l'isola di Ruhnu (11,90 km)
L'Estonia è sostanzialmente pianeggiante.
Il punto più elevato si trova nel meridione, il monte Suur Munamägi (318 m sul livello del mare).

### Idrografia
Il Paese conta numerosi laghi, il maggiore dei quali è il lago Peipsi (Peipsi Järv), situato al confine con la Russia; la parte estone ha un'estensione di 1570 km² ed è il quarto lago di acqua sorgiva più grande in Europa.
Un altro lago rilevante, situato nella parte centrale del Paese, è il lago di Võrtsjärv (270 km²).
Sul territorio estone si contano circa altri 1 200 laghi naturali, molti dei quali si trovano nel sud del Paese.
I fiumi più importanti dell'Estonia sono il Pärnu (144 km), il Kasari (112 km), l'Emajõgi (101 km) e il Narva (77 km).

### Clima
Il clima è subcontinentale. Le zone costiere subiscono maggiormente l'influenza del Mar Baltico, con inverni freddi e molto umidi ed estati che alternano caldo intenso a perturbazioni con temperature decisamente fresche.
Le acque del Baltico esercitano però anche un'azione termoregolatrice fin verso la fine di settembre, mantenendo relativamente alte le temperature della fascia litoranea quando nelle zone più lontane dal mare si possono verificare le prime sporadiche e lievi gelate.

#### Temperature
Il clima estone si presenta meno vario rispetto a quello di Paesi vicini come la Finlandia, la Svezia e la Russia. Le isoterme delle temperature medie del mese più freddo (in genere febbraio) sono ovunque comprese tra -3 e -7 °C e le temperature permangono ininterrottamente sotto lo 0 °C per parecchie settimane.
La primavera e l'estate sono stagioni brevi, e settembre è un mese già termicamente autunnale sebbene non di rado le giornate si presentino terse e luminose e le temperature diurne possano essere ancora molto gradevoli.

#### Precipitazioni
Le precipitazioni sono più abbondanti nella parte settentrionale del Paese, ma in genere la piovosità annuale non è particolarmente elevata (in media 600–700 mm), ed è distribuita prevalentemente nei mesi estivi e all'inizio dell'autunno.
Sulle pianure interne, la mancanza di barriere montuose rende particolarmente veloce il ricambio tra masse di aria di diversa natura; si verificano così temporali a volte molto violenti, prodotti dagli scontri tra le masse di aria calda, provenienti dall'Europa sud-orientale, e le correnti fresche guidate dalle depressioni nord-atlantiche. Gli inverni vedono invece precipitazioni complessivamente scarse e in forma quasi esclusivamente nevosa.

## Popolazione
|            |            |  |       |       |
| ---------- | ---------- |  | ----- | ----- |
| Estoni     | Estoni     |  | 69,7% | 69,7% |
| Russi      | Russi      |  | 24,8% | 24,8% |
| Ucraini    | Ucraini    |  | 2,0%  | 2,0%  |
| Bielorussi | Bielorussi |  | 1,1%  | 1,1%  |
| altri      | altri      |  | 1,6%  | 1,6%  |

### Demografia

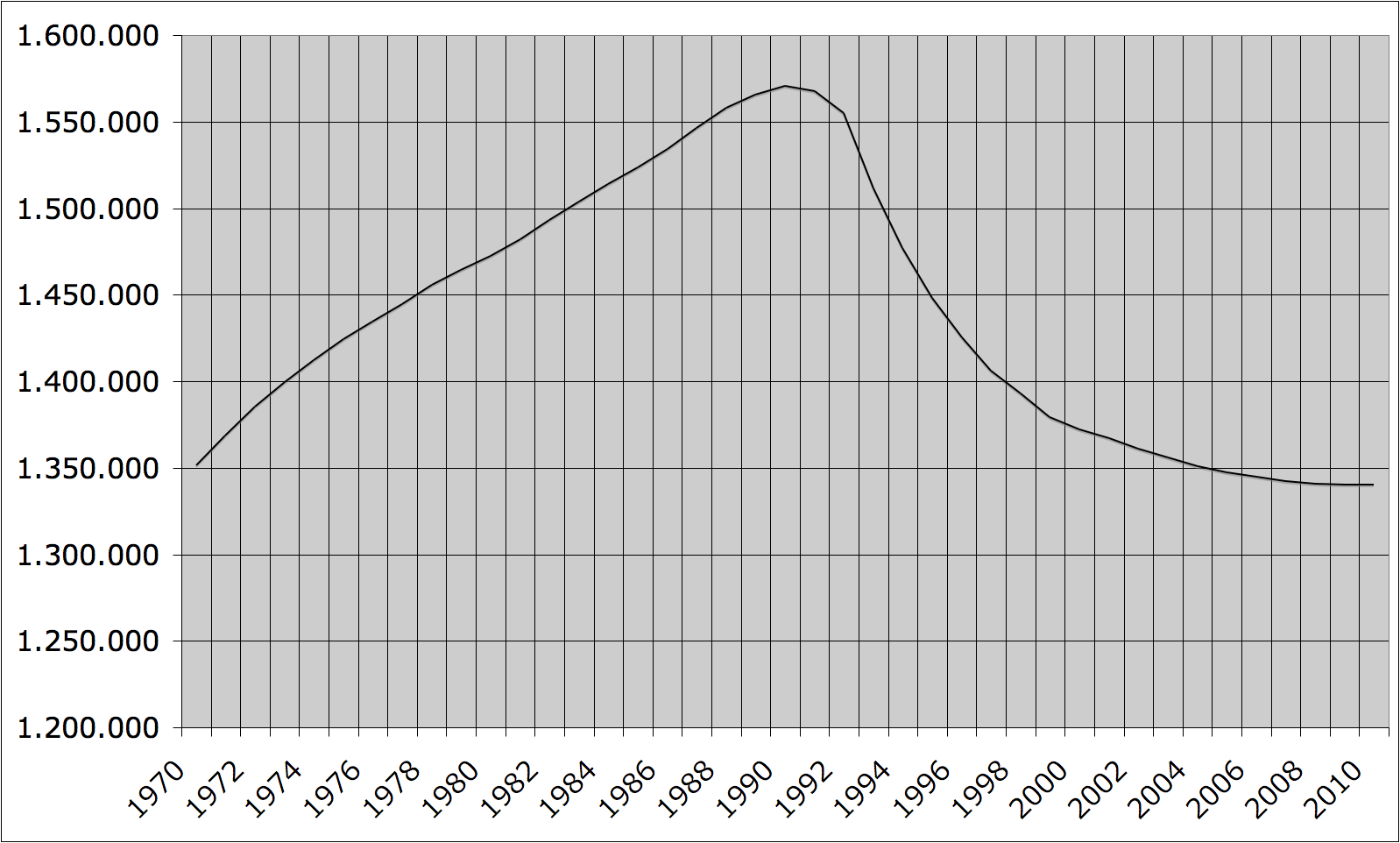
Andamento demografico estone dal 1970 al 2010

Nel 1990 gli abitanti erano circa 1 570 000 scesi poi fino a 1 294 455 secondo il censimento del 2011.
Con l'indipendenza nel 1991 e il rimpatrio delle truppe sovietiche presenti nel territorio estone, vi è stata una massiccia diminuzione di popolazione russa nel Paese. Da quel momento è tendenzialmente in aumento la quota della maggioranza di etnia estone (passata dal 61% al 70% circa nel 2012), rispetto agli slavi (diminuiti da oltre 35% a circa il 24% nel 2012).
Per quanto riguarda la politica di cittadinanza dell'Estonia nei rapporti con la minoranza russofona, un rapporto del 2008 del Consiglio per i diritti umani delle Nazioni Unite ha descritto come "estremamente credibile" l'appellativo di "discriminatoria" dato a tale politica.

### Composizione etnica: nazionalità e minoranze
| Gruppo etnico | censimento 1897 | censimento 1897 | censimento 1922 | censimento 1922 | censimento 1934 | censimento 1934 | censimento 1959 | censimento 1959 | censimento 1970 | censimento 1970 | censimento 1979 | censimento 1979 | censimento 1989 | censimento 1989 | censimento 2000 | censimento 2000 | censimento 2011 | censimento 2011 | statistiche 2016 | statistiche 2016 |
| Gruppo etnico | Numero          | %               | Numero          | %               | Numero          | %               | Numero          | %               | Numero          | %               | Numero          | %               | Numero          | %               | Numero          | %               | Numero          | %               | Numero           | %                |
| ------------- | --------------- | --------------- | --------------- | --------------- | --------------- | --------------- | --------------- | --------------- | --------------- | --------------- | --------------- | --------------- | --------------- | --------------- | --------------- | --------------- | --------------- | --------------- | ---------------- | ---------------- |
| Estoni        | 867 794         | 90,5            | 969 976         | 87,6            | 992 520         | 88,1            | 892 653         | 74,6            | 925 157         | 68,2            | 947 812         | 64,7            | 963 281         | 61,5            | 930 219         | 67,9            | 902 547         | 69,7            | 905 805          | 68,8             |
| Russi         | 37 599          | 3,9             | 91 109          | 8,2             | 92 656          | 8,2             | 240 227         | 20,1            | 334 620         | 24,7            | 408 778         | 27,9            | 474 834         | 30,3            | 351 178         | 25,6            | 326 235         | 25,2            | 330 263          | 25,1             |
| Ucraini       | 504             | 0,05            | —               | —               | 92              | 0,0             | 15 769          | 1,3             | 28 086          | 2,1             | 36 044          | 2,5             | 48 271          | 3,1             | 29 012          | 2,1             | 22 573          | 1,7             | 23 256           | 1,8              |
| Bielorussi    | 272             | 0,03            | —               | —               | —               | —               | 10 930          | 0,9             | 18 732          | 1,4             | 23 461          | 1,6             | 27 711          | 1,8             | 17 241          | 1,3             | 12 579          | 1,0             | 12 171           | 0,9              |
| Finlandesi    | 362             | 0,04            | 401             | 0,0             | 1 088           | 0,1             | 16 699          | 1,4             | 18 537          | 1,4             | 17 753          | 1,2             | 16 622          | 1,1             | 11 837          | 0,9             | 7 589           | 0,6             | 7 659            | 0,6              |
| Lettoni       | 5 470           | 0,5             | 1 966           | 0,2             | 5 435           | 0,5             | 2 888           | 0,2             | 3 286           | 0,2             | 3 963           | 0,3             | 3 135           | 0,2             | 2 330           | 0,2             | 1 764           | 0,1             | 2 198            | 0,2              |
| Ebrei         | 3 837           | 0,4             | 4 566           | 0,4             | 4 434           | 0,4             | 5 433           | 0,5             | 5 282           | 0,4             | 4 954           | 0,3             | 4 613           | 0,3             | 2 145           | 0,2             | 1 973           | 0,2             | 2 023            | 0,2              |
| Tatari        | 36              | 0,0             | —               | —               | 166             | 0,0             | 1 534           | 0,1             | 2 204           | 0,2             | 3 195           | 0,2             | 4 058           | 0,3             | 2 582           | 0,2             | 1 993           | 0,2             | 1 981            | 0,2              |
| Tedeschi      | 33 362          | 3,5             | 18 319          | 1,7             | 16 346          | 1,5             | 670             | 0,1             | 7 850           | 0,6             | 3 944           | 0,3             | 3 466           | 0,2             | 1 870           | 0,1             | 1 544           | 0,1             | 1 913            | 0,2              |
| Lituani       | 44              | 0,0             | 436             | 0,0             | 253             | 0,0             | 1 616           | 0,1             | 2 356           | 0,2             | 2 379           | 0,2             | 2 568           | 0,2             | 2 116           | 0,2             | 1 727           | 0,1             | 1 882            | 0,1              |
| Polacchi      | 1 941           | 0,2             | 969             | 0,1             | 1 608           | 0,1             | 2 256           | 0,2             | 2 651           | 0,2             | 2 897           | 0,2             | 3 008           | 0,2             | 2 193           | 0,2             | 1 664           | 0,1             | 1 747            | 0,1              |
| Svedesi       | 6 083           | 0,6             | 7 850           | 0,7             | 7 641           | 0,7             | —               | —               | 435             | <0,1            | 254             | <0,1            | 297             | <0,1            | 300             | <0,1            | 380             | <0,1            | —                | —                |
| Altri         | 1 047           | 0,1             | 11 467          | 1,0             | 4 266           | 0,4             | 6 116           | 0,5             | 6 883           | 0,5             | 9 042           | 0,6             | 13 798          | 0,9             | 19 174          | 1,4             | 11 887          | 0,9             | 25 046           | 1,9              |
| Totale        | 958 351         | 958 351         | 1 107 059       | 1 107 059       | 1 126 413       | 1 126 413       | 1 196 791       | 1 196 791       | 1 356 079       | 1 356 079       | 1 464 476       | 1 464 476       | 1 565 662       | 1 565 662       | 1 370 052       | 1 370 052       | 1 294 455       | 1 294 455       | 1 315 944        | 1 315 944        |

#### Cittadinanza
84,14% Estoni: 1 148 895
     7,03% Russi: 95 939
     1,57% Altri: 21 517
     7,26% Non determinato (apolidi): 99 173

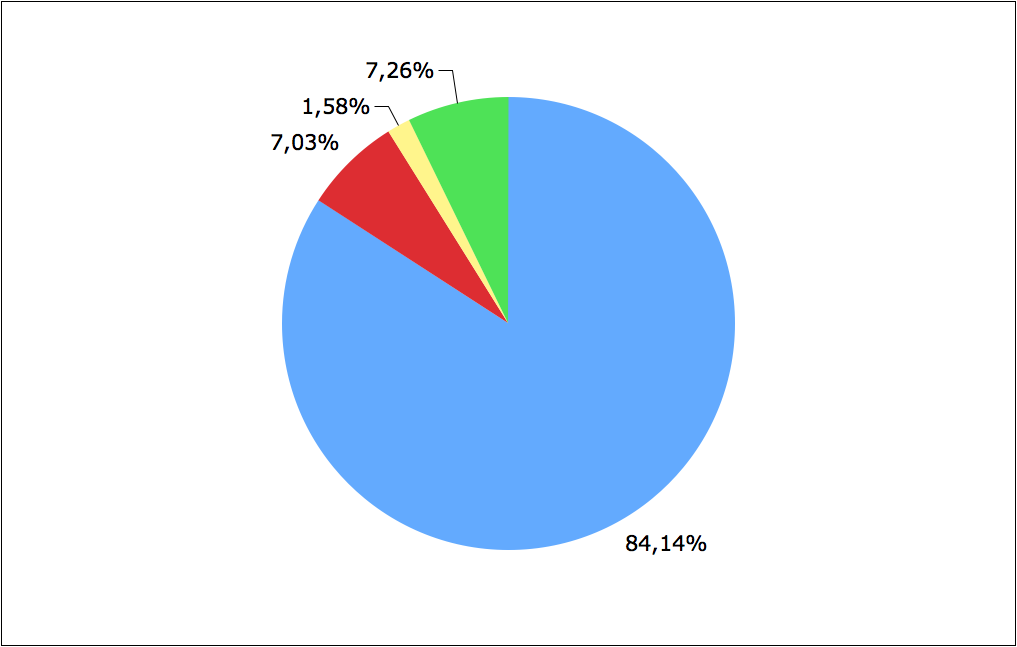
Cittadinanze in Estonia al 2-7-2010:
84,14% Estoni: 1 148 895
7,03% Russi: 95 939
1,57% Altri: 21 517
7,26% Non determinato (apolidi): 99 173

Gli abitanti dell'Estonia si dividono in cinque gruppi in base alla cittadinanza:
- 84,14% estoni: etnia estone (70%), più persone appartenenti ad altri gruppi etnici che hanno scelto la cittadinanza estone.
- 7,03% slavi orientali (russi, ucraini, bielorussi) e persone appartenenti ad altre etnie che, pur vivendo in Estonia, hanno scelto la cittadinanza russa.
- 7,26% "slavi ex sovietici": dal 1991 senza alcuna cittadinanza, residenti in Estonia e perciò apolidi[46]. Gli "slavi ex sovietici" sono quelli che sono giunti in Estonia in epoca sovietica e a tutt'oggi non possiedono né la cittadinanza estone, né quella russa. Sono quindi giuridicamente apolidi.[44]
- 1,00% finlandesi
- 0,57% altri.

#### Estoni
Nel periodo antecedente la seconda guerra mondiale gli estoni etnici autoctoni erano circa il 92% della popolazione totale.
Dal dopoguerra, a causa dell'intensa opera di "russificazione", cioè il processo di forzata assimilazione delle popolazioni diverse nella cultura russa, e di "deportazione" dell'etnia estone, compiuta dai sovietici nei periodi dell'occupazione (1940-1941 e 1944-1991), la proporzione della popolazione totale di estoni etnici era scesa al 61,8%, mentre il secondo gruppo etnico era il russo con il 35% della popolazione.

#### Minoranza russa
Negli anni dell'occupazione sovietica (1940-1941 e 1944-1991) fu praticata un'intensa politica di "russificazione", con l'obbligo di imparare la storia e la lingua russa, il cui uso venne imposto dai sovietici nelle scuole e nei documenti ufficiali. Dopo la guerra a molti estoni fu vietato di ritornare nelle proprie case, occupate dai russi. Molti estoni furono deportati e la loro cultura faticò a sopravvivere.
     0-2%
     2-5%
     5-10%
     10-20%
     20-40%
     40-60%
     60-80%

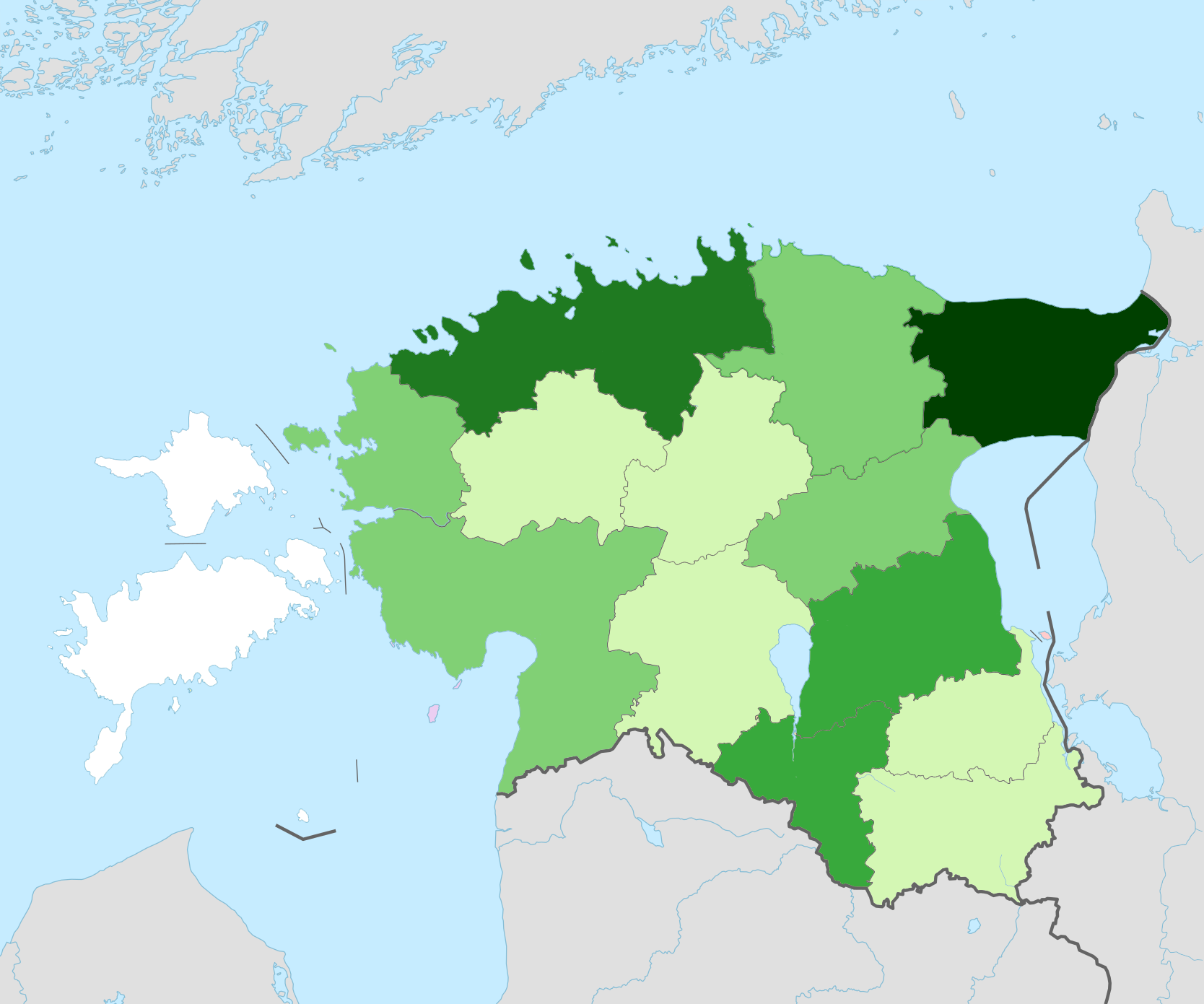
Distribuzione della popolazione di lingua russa in Estonia (2020):
0-2%
2-5%
5-10%
10-20%
20-40%
40-60%
60-80%

Insieme alla costruzione di impianti industriali furono costruite aree residenziali e città nelle quali si stabilirono un gran numero di immigrati russi; nacquero tensioni fra le due etnie e vi fu la diffusione di criminalità e mafie tra le bande di etnia russa del Paese.
La politica nei confronti della minoranza di origine slava è contestata: i residenti di etnia russa privi di cittadinanza estone non hanno diritto di voto alle elezioni politiche, ma solo alle amministrative. La concessione della cittadinanza estone è vincolata al superamento di un esame linguistico, ritenuto dai russi troppo difficoltoso. Per questa problematica fu interpellata anche l'Unione europea, su richiesta di organizzazioni che sostenevano la tutela dei diritti civili delle minoranze; in seguito alle pressioni delle organizzazioni internazionali l'esame fu reso più semplice. Tuttavia il problema è lontano dall'essere risolto.
Molti slavi di prima generazione o di generazioni successive non sono in grado o non vogliono sostenere la prova di lingua estone. Nonostante ciò essi continuano a risiedere nel Paese richiedendo permessi di soggiorno e mantenendo la cittadinanza russa, oppure sono apolidi e in possesso del cosiddetto passaporto grigio (välismaalase pass); condizioni queste che permettono loro l'agio di tornare nella nativa Russia o in altri Paesi ex sovietici senza richiedere visti imposti dalle autorità russe. Per le generazioni più giovani il mantenimento della cittadinanza russa rende possibile evitare il dovere di prestare servizio militare in Estonia. Tutte le nuove generazioni che vogliono ottenere la cittadinanza estone sono tenute a imparare la lingua estone, dal 1991 unica lingua ufficiale.
Nell'aprile 2007 la decisione, presa dal governo estone, di trasferire la statua al soldato dell'Armata Rossa, dal centro di Tallinn a un sacrario periferico accese violenti scontri tra minoranza russofona e nazionalisti estoni, presto estesisi alle città con presenza di minoranze russofone. La statua, considerata dai primi un omaggio ai morti per la liberazione dal nazifascismo e dai secondi un simbolo delle sofferenze estoni durante l'occupazione sovietica, è stata comunque spostata.
Attualmente le minoranze etniche provenienti dalle altre ex Repubbliche dell'Unione Sovietica, in particolare russi, ucraini e bielorussi vivono soprattutto nel nord-est del Paese (contea di Ida-Virumaa) e nella capitale Tallinn. Il 2% della popolazione ha radici ucraine, mentre l'1% è bielorusso.

#### Minoranza finlandese
L'1%, una piccola minoranza, è finlandese.

#### Minoranza setu estone
Sono presenti in Estonia i setos, un gruppo autoctono con origini ugrofinniche come gli estoni, con ricche tradizioni culturali e una propria lingua, il voru-seto. La cultura setu si concentra nelle contee di Võru e di Põlva, nella zona sud-orientale del Paese, ma anche nel confinante rajon russo di Pečory (antica contea di Petseri).
Il confine che qui separa i due Paesi è ancora contestato, crea disagi e divide la comunità setu.

#### Minoranza tedesca
In passato c'è stata una numerosa colonia di tedeschi del Baltico, che influenzarono in parte anche la cultura, l'arte e i costumi degli stessi estoni. I collegamenti con il mondo germanico risalgono al Medioevo, quando le principali città facevano parte della Lega anseatica e molti degli abitanti delle città, in particolare l'aristocrazia, erano di lingua e cultura tedesca. Tuttavia, durante il periodo nazista, Hitler li fece richiamare in patria. Ne rimasero circa 3500, ormai completamente assimilati nella cultura estone. Erano presenti anche numerosi ebrei, che subirono persecuzioni durante l'occupazione tedesca degli Stati baltici nella seconda guerra mondiale e vennero quasi totalmente deportati e uccisi nei campi di sterminio.

#### Minoranza ebraica
Gli ebrei in Estonia hanno una presenza organizzata dal XIX secolo ai giorni nostri. La comunità ebbe nel primo Novecento il suo periodo di massimo sviluppo e importanza e fu quindi duramente colpita dall'Olocausto e dalle repressioni del regime comunista sovietico. Un tempo forte di 5 000 unità, essa conta oggi circa 1 700 persone.

### Religione

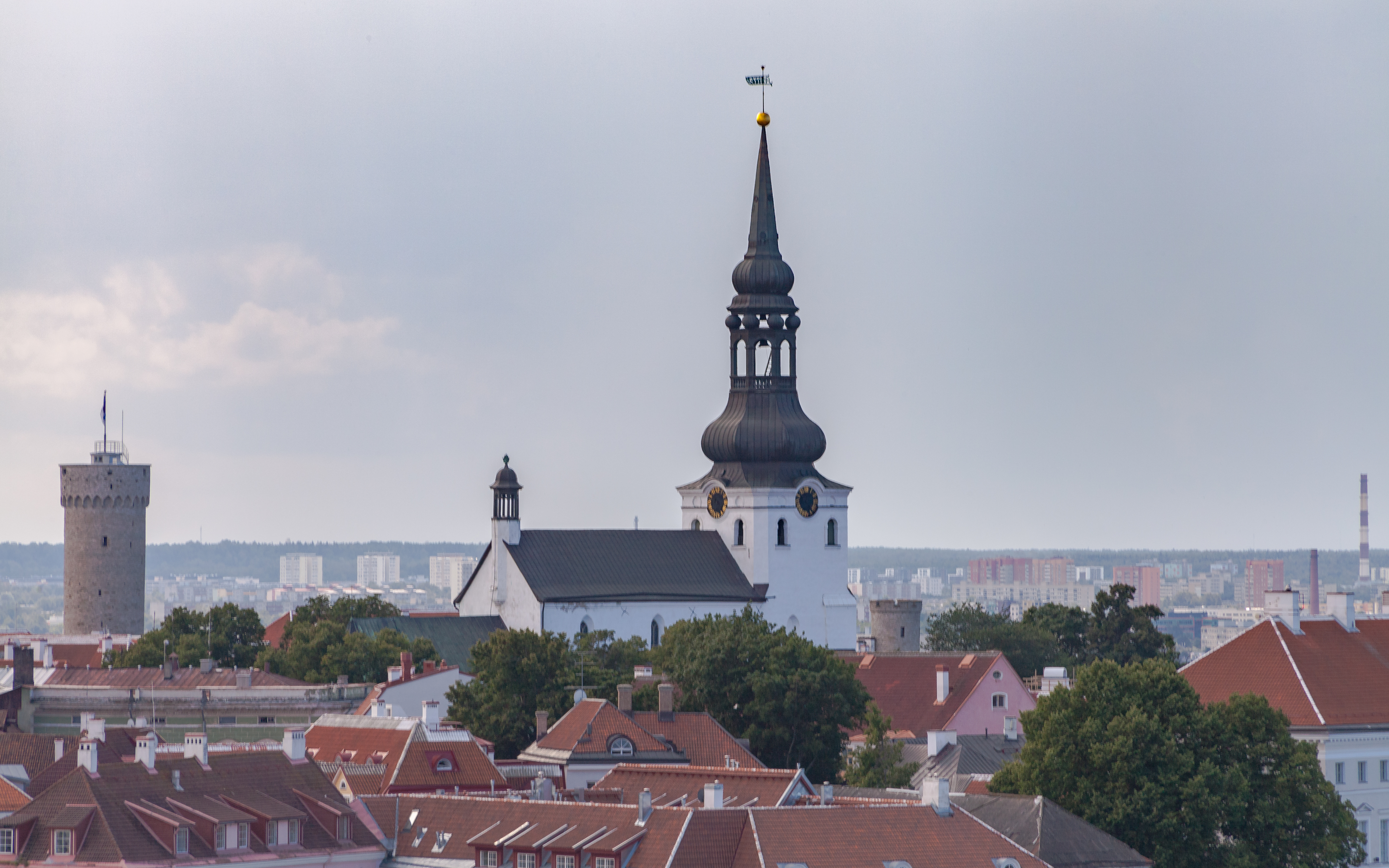
La chiesa di San Nicola a Tallinn

Prima della cristianizzazione, intrapresa nel tardo Trecento dai Cavalieri teutonici, in Estonia dominavano culti di tipo animista: Taara ("tharapita") e Maausk ("religione della terra"). Durante il periodo della riforma protestante fu introdotto il luteranesimo che divenne confessione ufficiale nel 1686. In realtà, tale introduzione non favorì una consistente conversione, poiché la Chiesa locale si associò incautamente al potere feudale svedese.
Il censimento del 2000 contava 152 000 luterani, 143 000 ortodossi, 5 000 cattolici, 4.018 Testimoni di Geova e circa 2 000 Taara, cui si aggiungono 68 000 atei dichiarati. L'Estonia risulta essere il Paese meno religioso al mondo: oltre il 76% degli abitanti afferma di non seguire alcun credo religioso. D'altra parte questo non significa che non sia diffusa una qualche forma di religiosità non istituzionale: secondo alcuni studi circa il 50% della popolazione crederebbe a una qualche forma di "spirito", concezione probabilmente legata all'animismo tradizionale pre-cristiano che contribuisce ancora oggi a definire l'identità nazionale del popolo estone.
La confessione più diffusa resta comunque il luteranesimo evangelico, professato dal 14,8% della popolazione, principalmente di etnia estone.
Il secondo gruppo religioso è rappresentato dalla Chiesa ortodossa, a cui appartiene la minoranza russa. Un consistente gruppo di vecchi credenti era presente un tempo presso il lago Peipus, nella contea Tartu. La Chiesa ortodossa d'Estonia e i "vecchi credenti" facevano capo al patriarcato ecumenico di Costantinopoli fino all'inglobamento con l'Unione Sovietica, quando passò di autorità al patriarcato di Mosca. Di conseguenza dal 1991 vi sono nel Paese due sinodi separati: la Chiesa ortodossa estone, sotto la giurisdizione di Mosca, e la Chiesa ortodossa apostolica estone, sotto la giurisdizione di Costantinopoli.
La costituzione estone garantisce la libertà religiosa e non riconosce alcuna religione di Stato.

### Lingue
L'unica lingua ufficiale del Paese è l'estone, lingua di ceppo ugrofinnico, simile al finlandese, che è parlato dalla maggioranza degli abitanti (84,14% della popolazione).
Il russo è la madrelingua della minoranza russa, immigrata nel dopoguerra (14,29% della popolazione), non ha riconoscimento a livello ufficiale, anche se come seconda lingua è parlata dal 66% della popolazione, seguita dall'inglese (46%) e dal tedesco (22%). Altre lingue sono parlate dall'1,57%.
(da un'intervista con Toomas Hendik Ilves alla BBC)

## Ordinamento dello Stato
Vige il suffragio universale, che estende il diritto di voto a tutti i cittadini estoni che abbiano raggiunto la maggiore età, diciotto anni. Le elezioni delle autorità amministrative regionali hanno anch'esse un termine di quattro anni. Le elezioni si svolgono con il sistema proporzionale.
Alle elezioni regionali hanno diritto di voto tutti i residenti permanenti, anche senza cittadinanza estone, che abbiano raggiunto la maggiore età.

### Suddivisioni amministrative

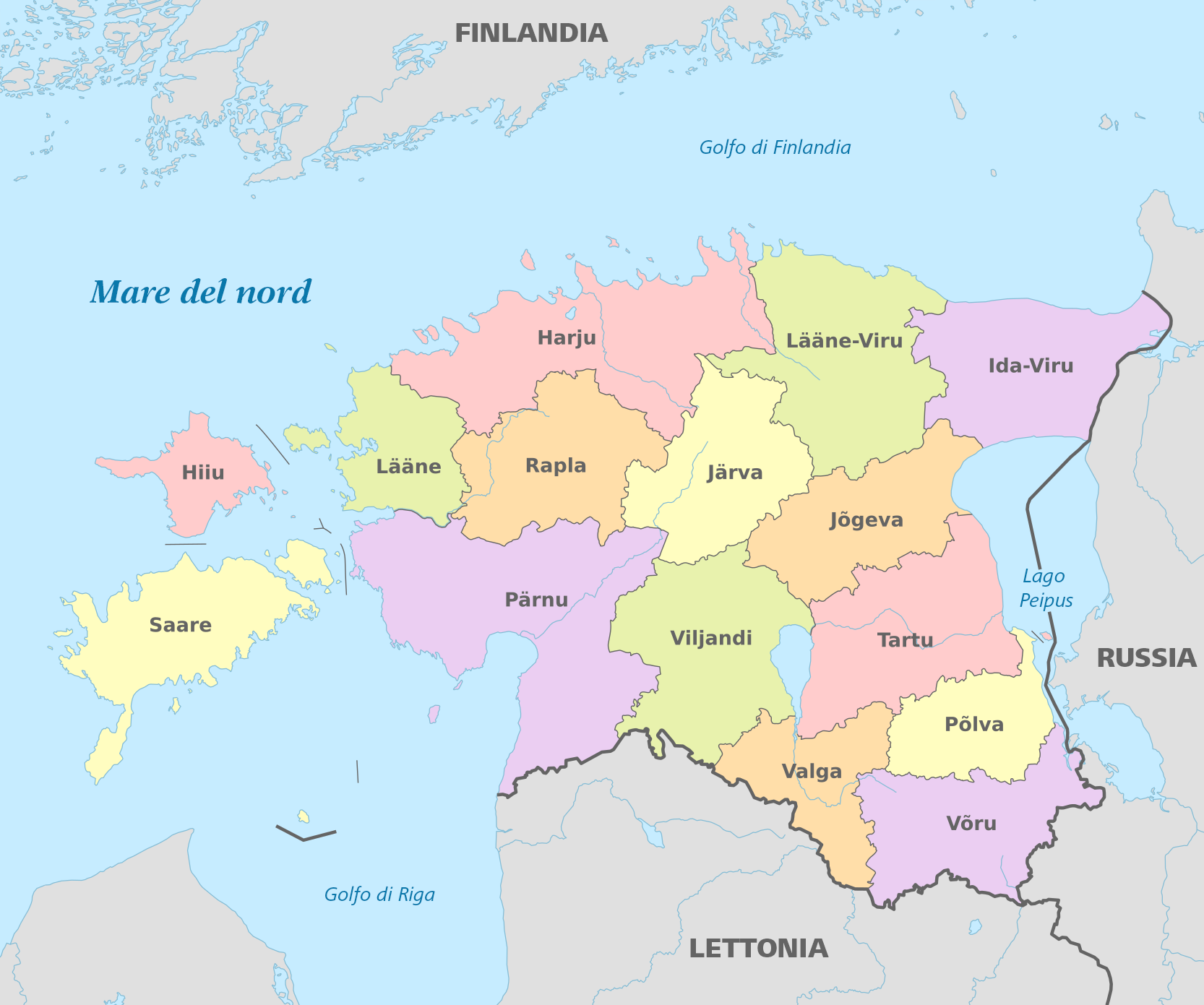
Contee dell'Estonia

L'Estonia è divisa in quindici contee (singolare maakond - plurale maakonnad), sessantaquattro comuni rurali e quindici urbani.
| Contea        | Capoluogo  |
| ------------- | ---------- |
| Harjumaa      | Tallinn    |
| Hiiumaa       | Kärdla     |
| Ida-Virumaa   | Jõhvi      |
| Jõgevamaa     | Jõgeva     |
| Järvamaa      | Paide      |
| Läänemaa      | Haapsalu   |
| Lääne-Virumaa | Rakvere    |
| Põlvamaa      | Põlva      |
| Pärnumaa      | Pärnu      |
| Raplamaa      | Rapla      |
| Saaremaa      | Kuressaare |
| Tartumaa      | Tartu      |
| Valgamaa      | Valga      |
| Viljandimaa   | Viljandi   |
| Võrumaa       | Võru       |

### Rivendicazioni territoriali

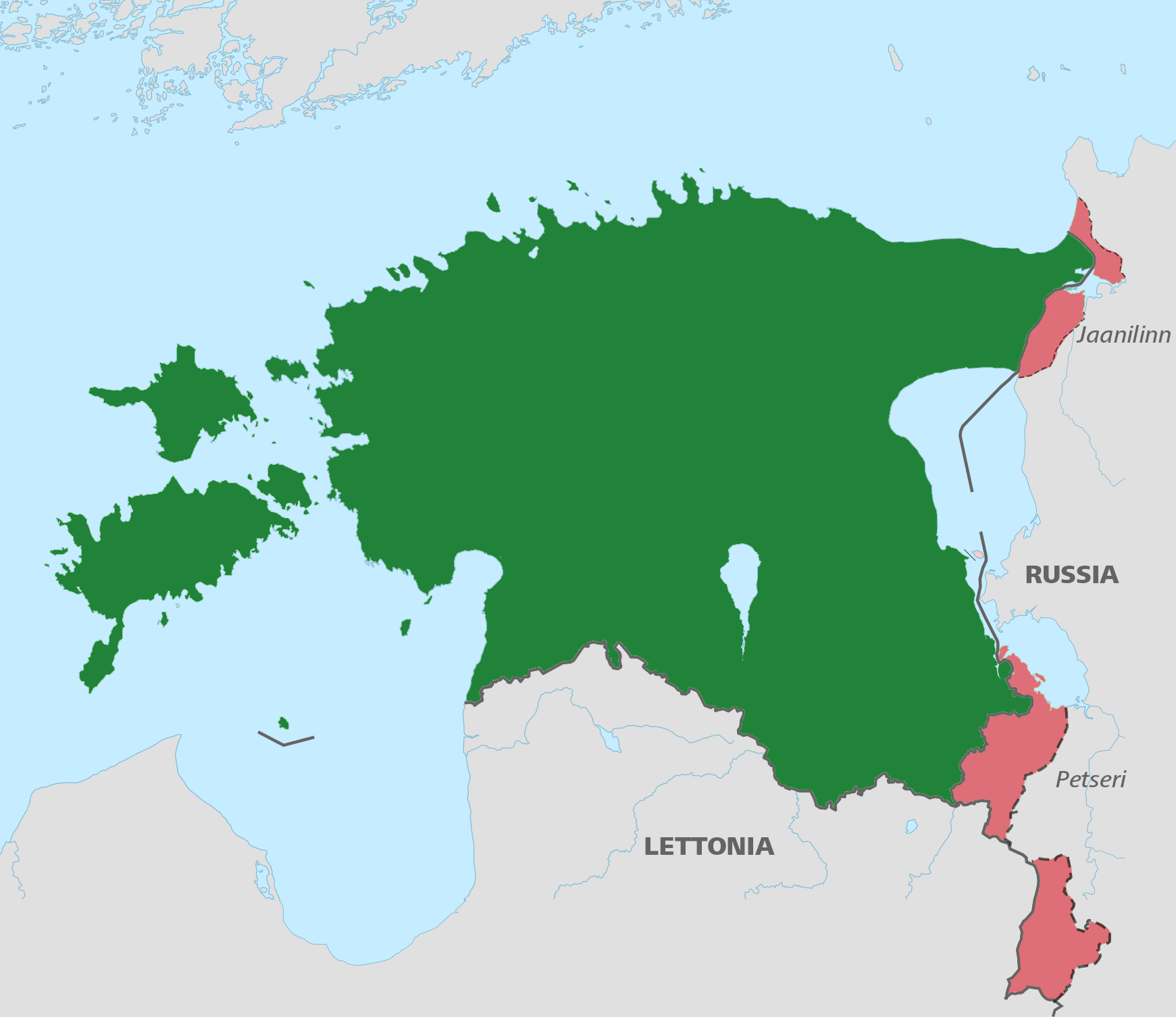
Carta dell'Estonia con indicazione (in rosso) delle aree di confine contese e quelle cedute alla Russia dalla Lettonia.

Sono presenti contrasti con la Russia per la rivendicazione della contea di Petseri a sud-est del Paese, dove vive la minoranza setos, e della città e territorio di Ivangorod (Jaanilinn in estone), già territori estoni dal 1920 al 1944, acquisiti con il Trattato di pace di Tartu.
Secondo l'articolo 122 della Costituzione dello Stato, entrambi sono considerati ancora territori estoni. Geograficamente rientrano nella regione fisica estone, tuttavia rimangono sotto l'amministrazione della Federazione russa.

### Città principali

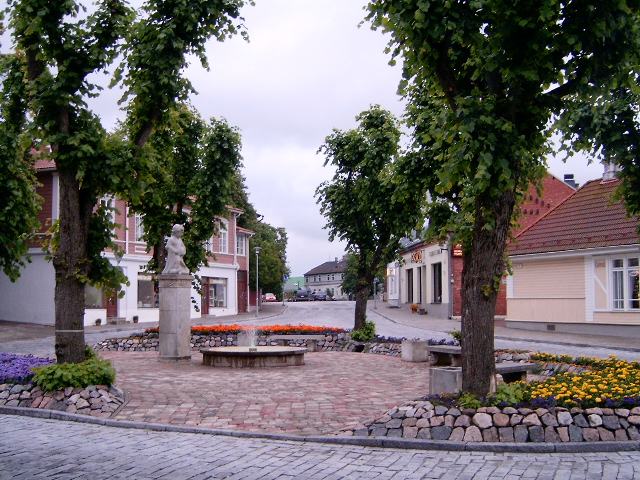
La Città vecchia di Haapsalu

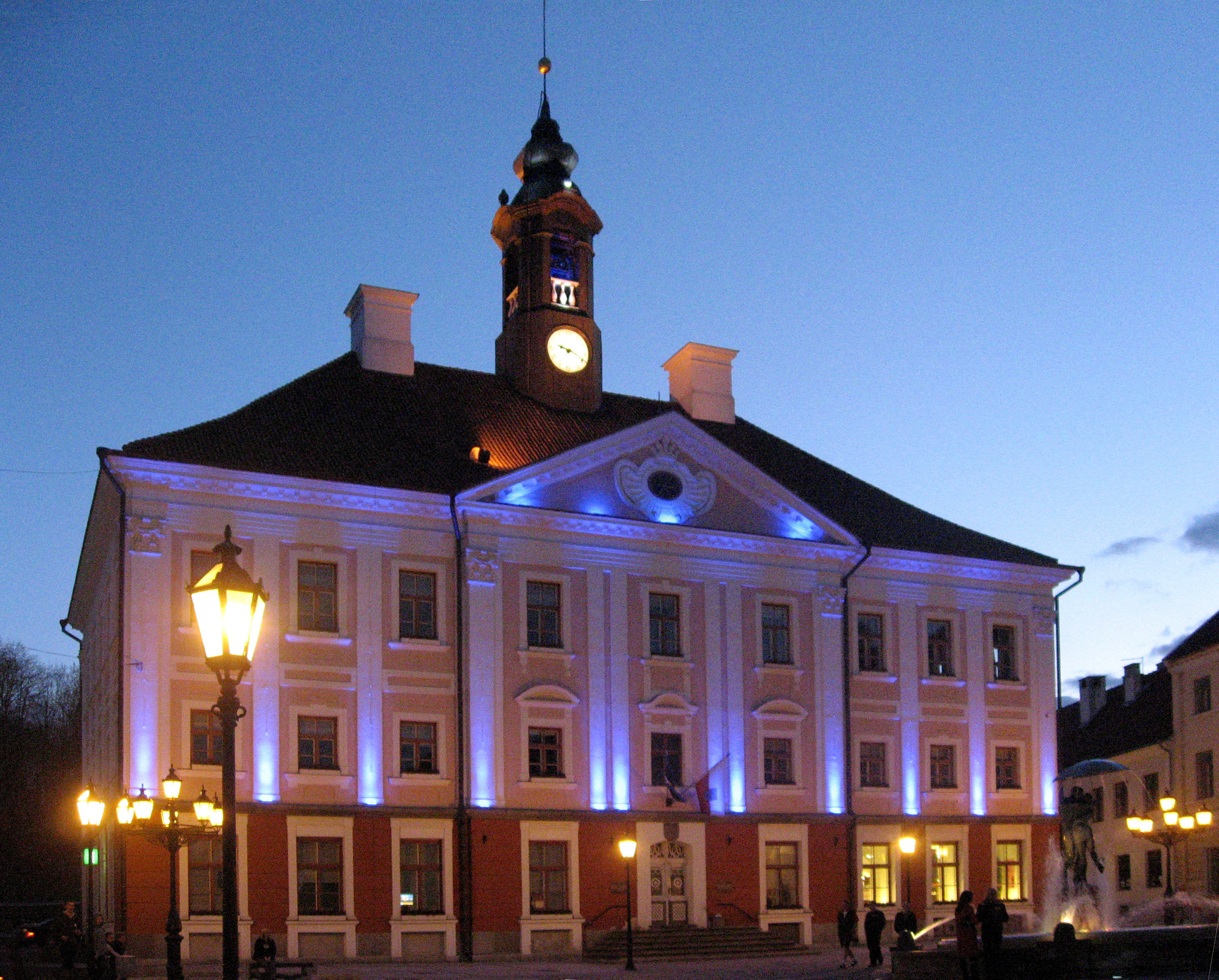
Municipio di Tartu

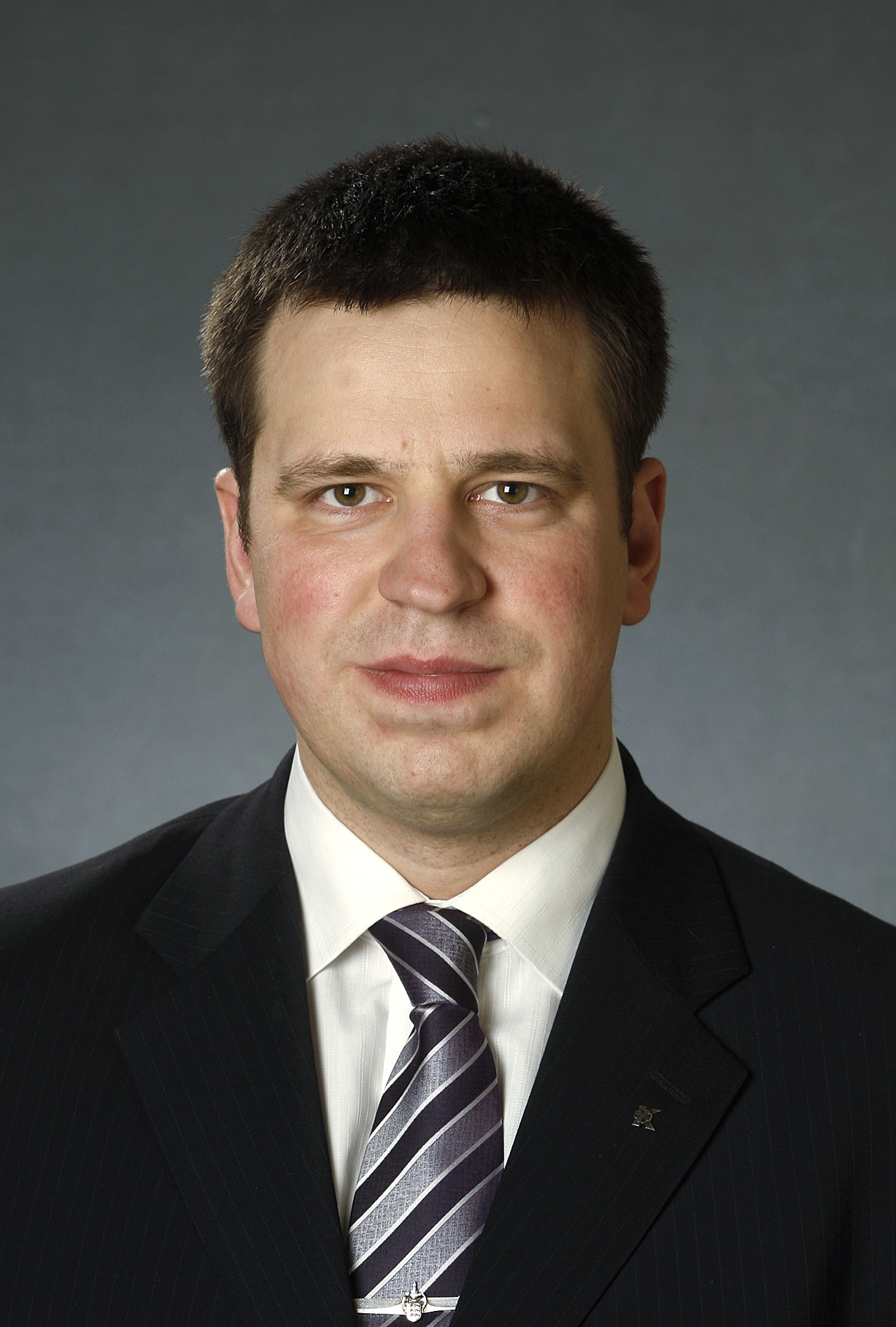
Jüri Ratas, il Primo ministro dell'Estonia dal 23 novembre 2016

Le città estoni più importanti sono:
- Tallinn, la capitale (403547 abitanti)
- Tartu, città universitaria (101000 abitanti)
- Narva, centro industriale (67000 abitanti)
- Kohtla-Järve, centro industriale (48000 abitanti)
- Pärnu, centro turistico (46000 abitanti)

Altri centri con una certa rilevanza sono:
- Kuressaare (15 000 abitanti circa)
- Sillamäe (16 500 abitanti circa)
- Rakvere, centro politico (17 000 abitanti circa)

### Costituzione
La Costituzione dell'Estonia è stata adottata tramite referendum popolare il 28 giugno 1992.

### Istituzioni
L'Estonia è una Repubblica parlamentare.
- Capo dello Stato è il presidente (in estone: Vabariigi President), che è eletto dal parlamento o dal corpo elettorale per cinque anni. Dal 2016 il presidente dell'Estonia è Kersti Kaljulaid.
- Il parlamento, denominato Riigikogu, è monocamerale con 101 parlamentari. La legislatura dura quattro anni.

Nelle elezioni parlamentari del 2015 il Partito Riformatore Estone si è riconfermato come prima forza politica e l'incarico di formare il nuovo governo è stato affidato al primo ministro uscente Taavi Rõivas, con una coalizione di tre partiti: il partito vincente, il Partito Socialdemocratico e il conservatore Unione Patria e Res Publica. A seguito delle divergenze su molte questioni di governo e soprattutto sulla gestione delle riforme economiche, la coalizione si è sgretolata nei primi giorni del novembre 2016. Non volendosi dimettere spontaneamente, il 9 novembre Taavi Rõivas si è presentato davanti al Riigikogu che ha votato la sfiducia contro il suo governo, con 63 favorevoli, 28 contrari e 10 astenuti. Il presidente Kaljulaid affidò, allora, l'incarico a Jüri Ratas, a seguito dell'accordo raggiunto dai tre partiti della nuova coalizione formata dal Partito di Centro Estone, dal Partito Socialdemocratico e dal conservatore Unione Patria e Res Publica. Dopo aver ricevuto l'approvazione del Riigikogu il 21 novembre con 53 voti a favore, 33 contrari e 7 astenuti, Ratas ha presentato il suo nuovo governo alla presidente Kaljulaid nel pomeriggio del 22 novembre e ha ottenuto la fiducia del parlamento il giorno successivo, entrando così in carica.
- Il potere giudiziario più alto è assegnato alla Corte suprema.

#### Ordinamento scolastico
In Estonia ci sono 613 scuole secondarie superiori, di cui 503 per i cittadini di idioma estone mentre le altre bilingue.

Dal 2007 si sta gradualmente introducendo la lingua estone in tutte le scuole primarie, anche per i bambini di etnia russa che permangono nel Paese, al fine di poterli meglio integrare nella cultura ugro-finnica estone.
Ci sono undici università, cinque delle quali private.
Si sta introducendo una scuola di programmazione, in prima elementare, per imparare a creare app già a sette anni in Estonia: è questa la sfida lanciata nel Paese, uno dei più informatizzati al mondo.

#### Università
La più antica università estone risale al 1632 con la fondazione, da parte del re Gustavo II Adolfo di Svezia, dell'Università di Tartu.

#### Sistema sanitario
In Estonia la sanità non è gratuita e anche i servizi di pronto soccorso sono a pagamento, non solo per gli stranieri. Il costo delle prestazioni è comunque molto ridotto ed è regolato da un tariffario statale.

#### Forze armate
Il totale delle forze armate attive in Estonia, facenti parte del contesto NATO, è di 4 450 elementi. Soldati estoni, insieme agli altri membri della UE, sono stati impegnati in Iraq e in Afghanistan per le operazioni di pace e ripristino delle situazioni di legalità.
Secondo uno studio NATO, sarebbero circa 500 le ex basi militari sovietiche situate in Estonia.

## Politica

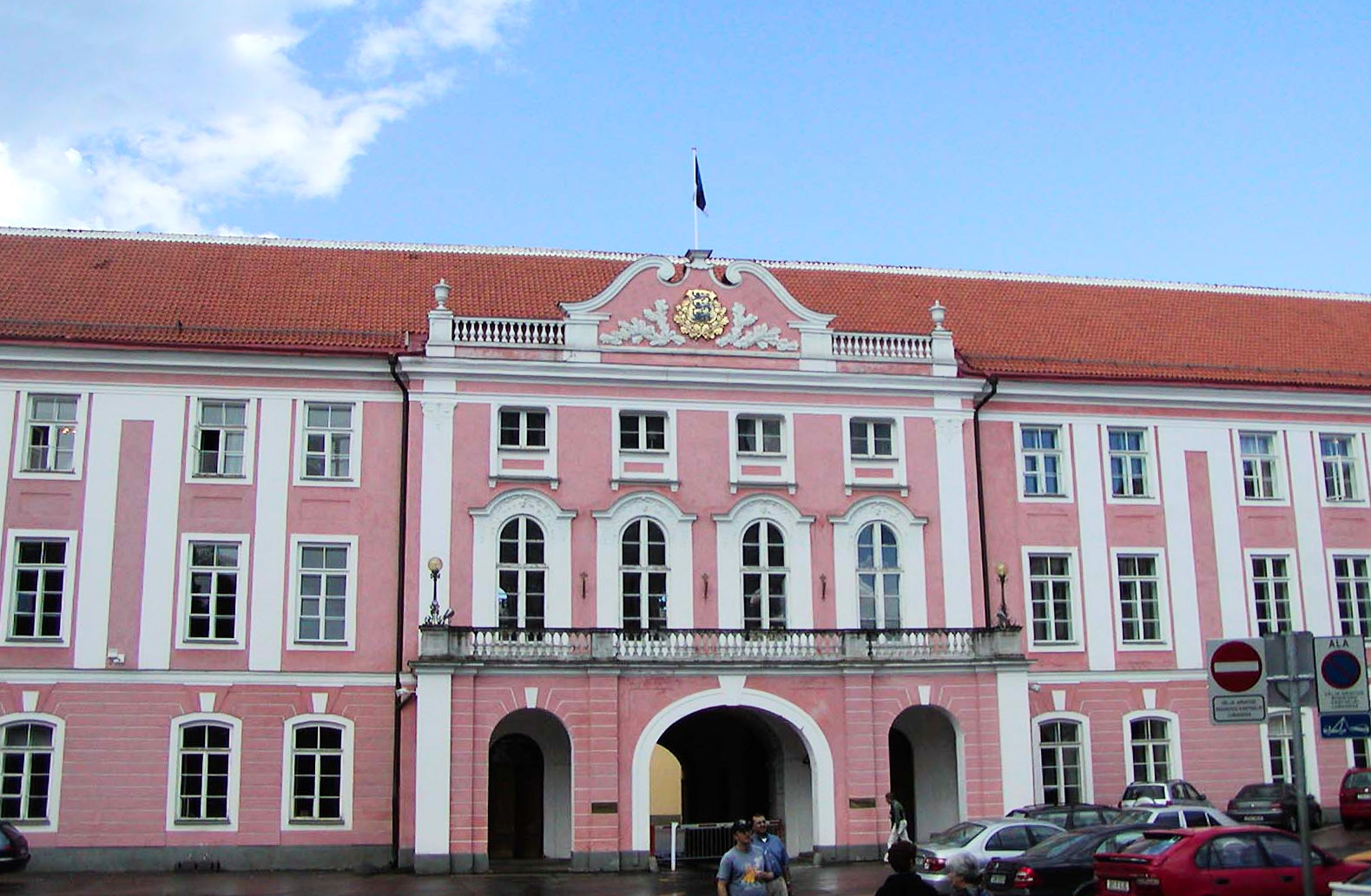
Il parlamento estone (Riigikogu) a Tallinn

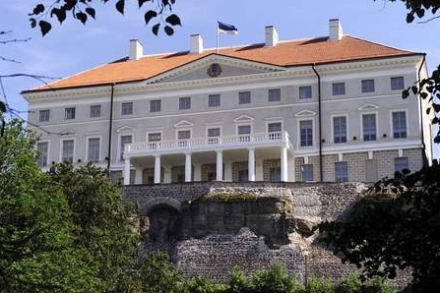
Palazzo Stenbock, sede del Governo dell'Estonia, sulla collina di Toompea, a Tallinn

L'Estonia è una democrazia parlamentare con tre rami di potere: legislativo, esecutivo, e giudiziario.

### Il potere legislativo: il Riigikogu
Il potere legislativo è rappresentato dal parlamento unicamerale, il Riigikogu o parlamento nazionale, il quale consiste in 101 seggi. I membri sono eletti dal voto popolare per un mandato di quattro anni.

### Il potere esecutivo: il governo oVabariigi Valitsus
Il Governo dell'Estonia o il ramo esecutivo è formato dal Primo ministro (in estone: Eesti Vabariigi Peaminister), nominato dal presidente e approvato dal parlamento. Il governo consiste in 12 ministri, incluso il primo ministro. Il primo ministro ha diritto ad approntare un massimo di tre nuovi ministeri, con un limite dei ministeri per ogni governo di 15 unità.

La sede del governo è a Palazzo Stenbock, sulla collina di Toompea, a Tallinn.

### Il potere giudiziario:la Corte Suprema o Riigikohus
Il potere giudiziario supremo è rivestito dalla Corte Suprema o Riigikohus, con 19 corti di giustizia. Il capo della giustizia è designato dal parlamento per nove anni e nominato dal presidente.

### Il Presidente della Repubblica o Vabariigi President
Il capo ufficiale dello Stato è il Presidente, il quale fornisce l'assenso alle leggi approvate dal Riigikogu; egli ha il diritto di veto, rimandando al parlamento i provvedimenti legislativi, e il diritto di proporre nuove leggi. Il presidente, a ogni modo, non usa questi diritti sovente: egli ha un ruolo fondamentalmente cerimoniale. È eletto dal Riigikogu, con due terzi dei voti richiesti. Se il candidato non raggiunge il quorum dei voti richiesti, il diritto di elezione del presidente va al corpo elettore. Il quorum richiesto consiste in 101 membri del Riigikogu e rappresentanze dei governi locali.
Come in altre sfere il potere legislativo estone è stato con successo integrato con l'era dell'informatizzazione. L'Estonia ha conseguito lo sviluppo dell'e-state e dell'e-government.

### Elezioni via internet
Elezioni via internet sono state utilizzate nelle elezioni in Estonia.
Le prime votazioni via Internet sono avvenute nel 2005 per le elezioni locali; invece le prime per le elezioni parlamentari sono avvenute per le elezioni politiche del 2007, nelle quali 30 275 individui hanno votato tramite internet.
I votanti hanno la possibilità di esprimere il proprio voto in modo tradizionale, se ne hanno il desiderio.
Nel 2007 il Worldwide Press Freedom Index, pubblicato da Reporter senza frontiere, ha posizionato l'Estonia al terzo posto, per lo sviluppo di questo sistema, su 169 nazioni.

### Relazioni internazionali dell'Estonia

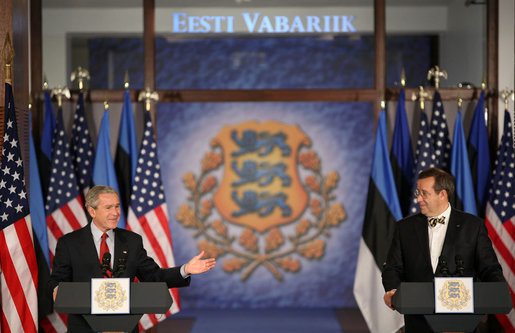
Il presidente della Repubblica Toomas Hendrik Ilves e il presidente statunitense George W. Bush, in visita in Estonia nel 2006

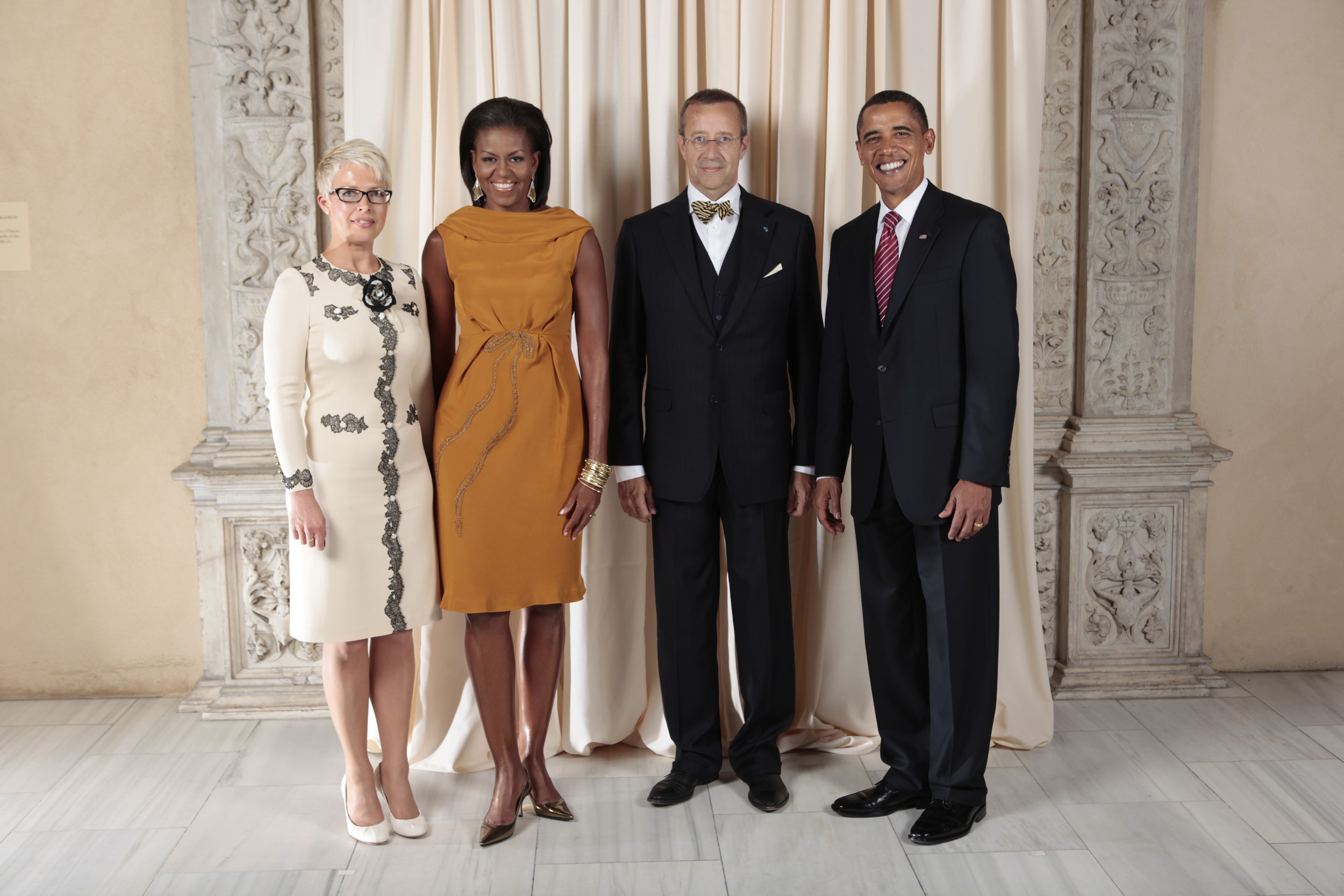
Il presidente Toomas Hendrik Ilves e la moglie, Evelin Ilves, a New York incontrano Barack Obama e la first lady americana Michelle Obama nel 2009

#### Relazioni con la Finlandia
Gli estoni si confrontano e cooperano giornalmente con la Finlandia - tre ore di traghetto, mezz'ora di aereo - e il resto della Scandinavia, avendo una cultura affine, ed è percepita la sensazione che raggiungere il livello economico di queste due regioni geografiche contigue sia ora un obiettivo possibile.

La Finlandia è stato il primo Paese nordico a investire capitali in Estonia dopo il 1991. Notevoli sono le relazioni economiche con la Scandinavia.

#### Relazioni con l'Occidente
L'11 settembre 2003 il 66,9% degli estoni in un referendum approvò l'adesione all'Unione europea.
Il 29 marzo 2004 l'Estonia è entrata a fare parte anche della NATO. Dal ripristino dell'indipendenza ha ripreso ottimi rapporti, anche per la fattiva azione degli emigrati estoni in America, con gli Stati Uniti d'America.
Dal 9 dicembre 2010 fa inoltre parte dei Paesi OCSE (Organizzazione per la cooperazione e lo sviluppo economico).
Il 1º gennaio 2011 il Paese è entrato nell'area dell'euro. È stato il diciassettesimo Paese ad adottare la moneta unica.

#### Rapporti con l'Unione europea
- 12 giugno 1995: firma l'accordo di associazione;
- 1º febbraio 1998; entra in vigore l'accordo di associazione;
- 31 marzo 1998: apre i negoziati di adesione;
- 13 dicembre 2002: durante il Consiglio europeo chiude i negoziati di adesione;
- 14 aprile 2003: il Consiglio europeo approva la sua adesione dall'Unione europea[65];
- 16 aprile 2003: firma il trattato di adesione[66];
- 11 settembre 2003: il 66,9% degli estoni in un referendum approva l'adesione all'Unione europea;
- 4 marzo 2004: deposita presso il ministero degli affari esteri della Repubblica italiana i propri strumenti di ratifica del trattato di adesione;
- 1º maggio 2004: diventa membro dell'Unione europea;
- 21 dicembre 2007: entra nello spazio Schengen;
- 12 maggio 2010: via libera della Commissione europea all'adozione dell'euro da parte dell'Estonia dal 1º gennaio 2011.
- 1º gennaio 2011: l'Estonia adotta l'Euro.

## Economia

Logo del sistema Skype, nato in Estonia

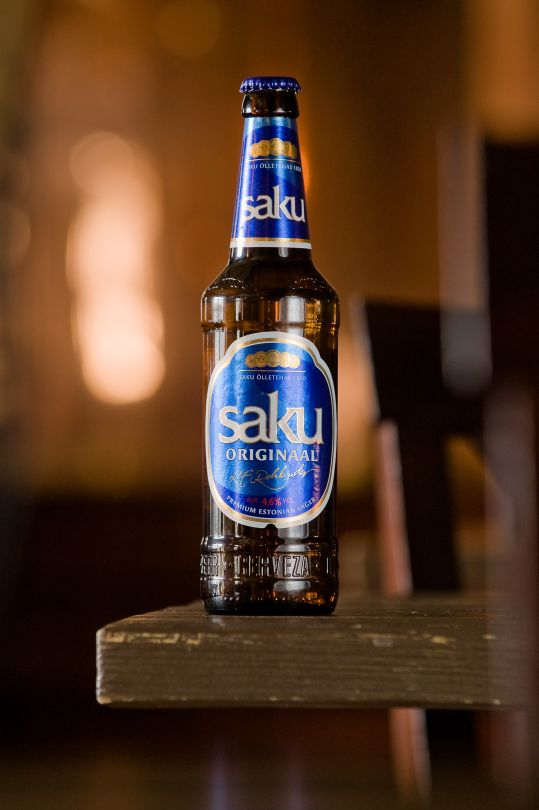
Saku Originaal - una delle birre più famose prodotta in Estonia

Nella classifica annuale dei Paesi con più alta libertà economica, stilata dalla fondazione Heritage, l'Estonia si piazza al 16º posto tra tutti i Paesi del mondo, e al 7º posto tra i Paesi europei, soprattutto per la sua libertà d'investimento.

Le attività economiche prevalenti attengono al settore terziario: servizi, consulenza e turismo che soprattutto a Tallinn hanno contribuito al rapido sviluppo economico della capitale e poi del Paese.
Una delle principali fonti occupazionali è la compagnia di navigazione Tallink operante in Estonia, Finlandia, Svezia e Germania.
Importante è anche l'attività industriale, composta prevalentemente da molte piccole e medie aziende; delle grandi fabbriche sorte negli anni dell'occupazione sovietica sono rimaste solo alcune aziende storiche operanti nel settore metallurgico, nel settore dolciario e nel tessile.
Il capitale straniero, in maggior parte finlandese e scandinavo, è stato l'artefice dell'arrivo di colossi tecnologici delle telecomunicazioni (in questo Paese è stato creato il sistema Skype) e l'impianto di nuovi stabilimenti produttivi.

In ambito finanziario è da rilevare l'ingresso nell'euro a partire dal 1º gennaio 2011.

### Moneta

#### Euro

Euro estone

L'Estonia ha adottato l'euro dal 1º gennaio 2011.
Il Paese avrebbe dovuto adottare la moneta euro estone già dal 1º gennaio 2007, ma a causa degli alti livelli di inflazione il passaggio alla moneta unica fu rinviato.
Tuttavia, anche in presenza della crisi mondiale del 2009, il Paese ha virtuosamente superato nel 2010 tutte le valutazioni e i criteri di convergenza per l'adozione, avvenuta il 1º gennaio 2011, della moneta unica europea.
Precedentemente, tra le due guerre mondiali e tra il 1992 e il 2010, la valuta adottata dall'Estonia era la corona estone (in estone Kroon, abbreviazione EEK). Durante il periodo di occupazione sovietica la moneta avente corso legale era il rublo. La corona estone tuttavia, era già stata in circolazione dal 1928, quando sostituì il marco estone, al 1940, quando il Paese venne invaso e occupato dall'Unione Sovietica.
L'unità più piccola della corona si chiamava sent, 1 corona = 100 sents.
La corona estone aveva già un tasso di cambio fisso con l'euro: 1 euro equivaleva a circa 15,65 EEK.

### Telecomunicazioni
In Estonia sono in uso 541 900 linee telefoniche fisse (2006), mentre i cellulari sono 1,659 milioni (2006).

#### Telefonia
Investimenti stranieri in forma di collaborazioni commerciali hanno principalmente sviluppato i servizi telefonici. Sostanzialmente collegamenti con fibra ottica conducono telefono, TV, radio in digitale. I servizi internet sono enormemente diffusi. Scuole e librerie sono connesse a internet e una vasta percentuale della popolazione invia telematicamente i modelli per la tassazione ed è possibile votare online sin dal 2005.

#### Radio e televisione
Sono attive 98 stazioni radio in FM (2001), mentre con Eesti Televisioon operano tre centri di produzione televisiva (2001).

#### Internet
Il codice internet della nazione .ee, comprende 387 336 domini (2007), per un totale di 760 000 utenti abituali (2006). Sono circa 1 140 i punti Wi-Fi attivi nella piccola nazione.
L'Estonia è il primo Paese al mondo ad avere un cyber-esercito per ora costituito da volontari. Si chiama Küberkaitseliit (Lega di cyber-difesa, KKL). È nato in occasione degli scontri diplomatici con la Russia nel 2007, quando quest'ultima ha tentato di oscurare la rete informatica estone, nel tentativo di limitarne la libertà di informazione. L'esigenza fu, ed è, quella di proteggere la struttura informatica dello Stato estone, essendo questo uno dei più connessi del mondo, in caso di guerra informatica.

### Trasporti

#### Trasporti stradali
La rete dei trasporti stradali è ben sviluppata e insieme alla navigazione marittima svolgono il ruolo principale per quanto riguarda il trasporto merci.
La principale rete viaria è stata oggetto di ampi investimenti, con i sussidi dell'Unione europea, raggiungendo standard qualitativi pari ad altre nazioni nord-europee.
Il Paese è attraversato da nord a sud dalla Via Baltica (E67).
Tuttavia il sistema stradale è cresciuto solo dell'11% dal 1991, mentre il traffico di auto private è cresciuto dell'80%.
Il numero di proprietari di automobili è più che raddoppiato dal 1990. Circa un terzo della popolazione estone possiede almeno un'auto.

#### Traffico marittimo

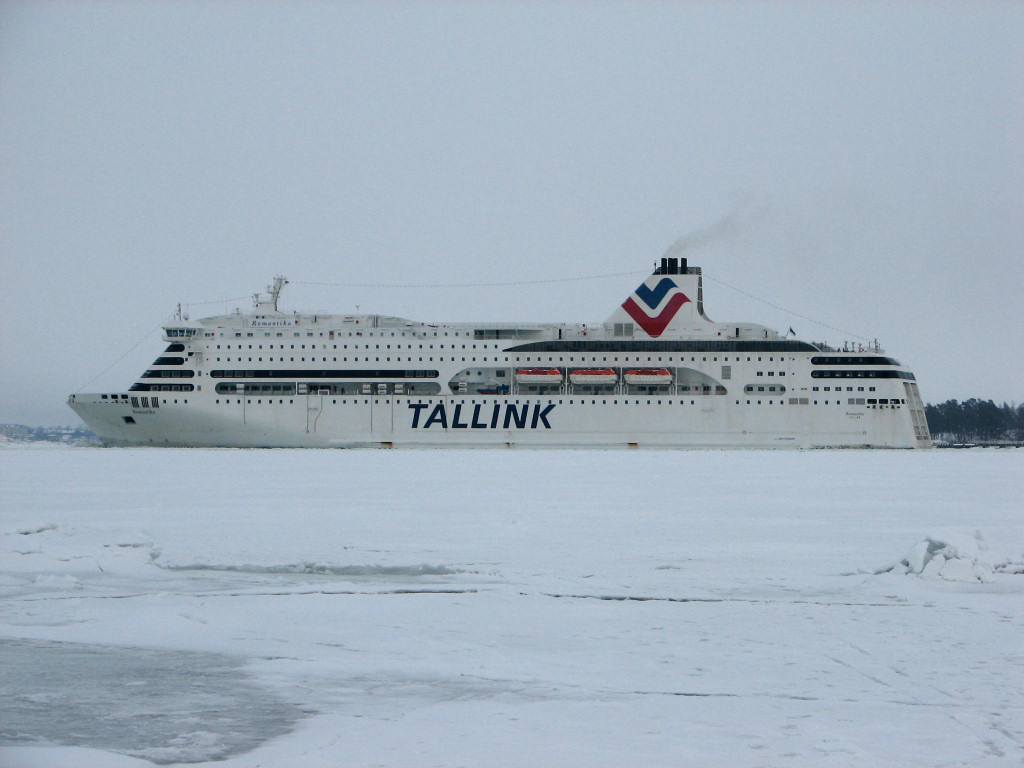
La prima nuova nave della estone Tallink MS Romantika attraccata a Helsinki, febbraio 2006

I collegamenti marittimi sono assicurati da una delle più importanti compagnie di navigazione di tutto il Nord Europa:
- la Tallink.

Traghetti per trasporto cargo e passeggeri collegano regolarmente l'Estonia, sia con l'arcipelago estone, sia con:
- Lettonia
- Lituania
- Svezia
- Finlandia
- Germania

Porti di rilievo si trovano a:
- Tallinn
- Muuga
- Pärnu

#### Traffico aereo

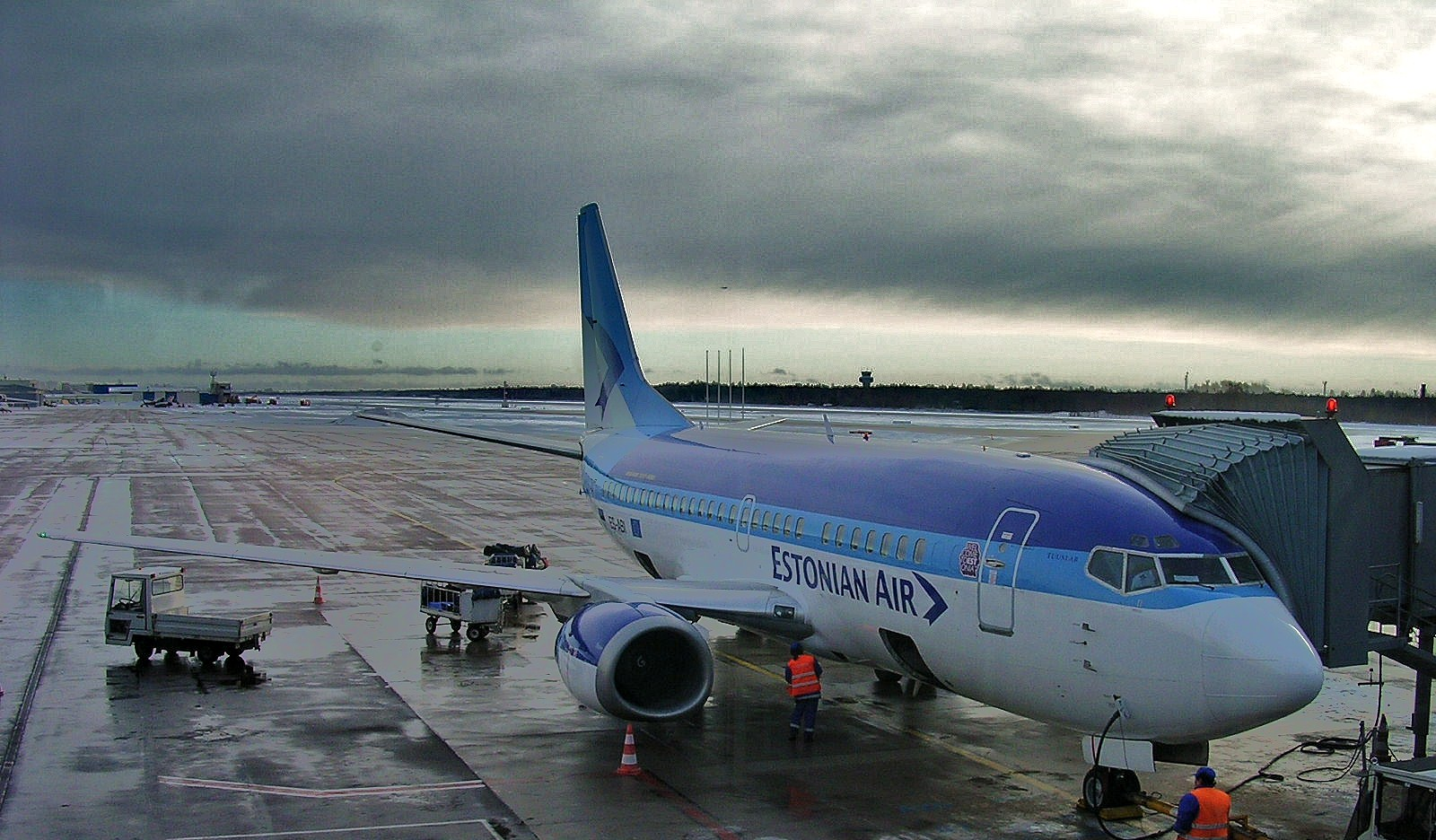
Un Boeing 737-500 della compagnia di bandiera Estone, all'aeroporto di Tallinn

L'aeroporto di Tallinn, Lennart Meri Ulemiste International, è di ridotte dimensioni, anche se tra il gennaio del 2006 e il settembre del 2008 è stato ristrutturato e ampliato. Dal 2015 l'aerostazione funge da hub per la compagnia di bandiera estone Nordica.

#### La rete ferroviaria
Il trasporto interno di merci su strada è, negli ultimi anni, diminuito a seguito dello spostamento di una parte dei trasporti su ferrovia che ora realizza il 50% dei trasporti interni.
Esiste una rete ferroviaria locale obsoleta gestita dalla società Eesti Raudtee, prevalentemente utilizzata per il trasporto merci.
Il Governo estone ha completato nel gennaio 2007 la rinazionalizzazione delle ferrovie, trattandosi di un'infrastruttura considerata strategica per lo sviluppo del Paese.
L'Estonia, come le altre repubbliche baltiche dall'occupazione sovietica ha ereditato lo scartamento ferroviario largo sovietico di 1 520 mm.
L'unione diretta alla rete ferroviaria polacca e così al resto di quella europea, che adotta lo scartamento ferroviario standard di 1 435 mm, per il momento resta problematica. In compenso, i tre Paesi baltici e l'Unione europea hanno iniziato il progetto Rail Baltica che collegherà Tallinn, Riga e Kaunas con Varsavia, e da lì al resto della rete ferroviaria europea.

## Ambiente

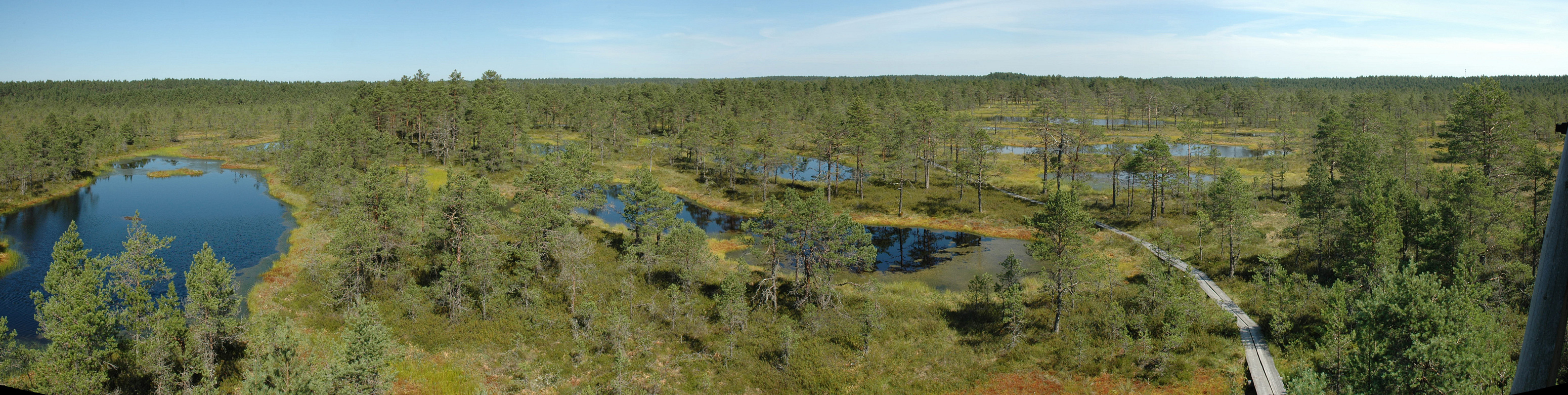
Parco nazionale Lahemaa

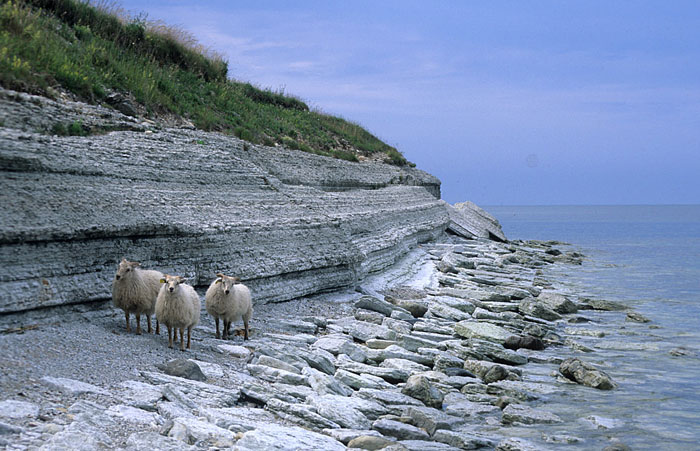
Osmussaar è una delle numerose isole del territorio estone, area protetta dal 1991

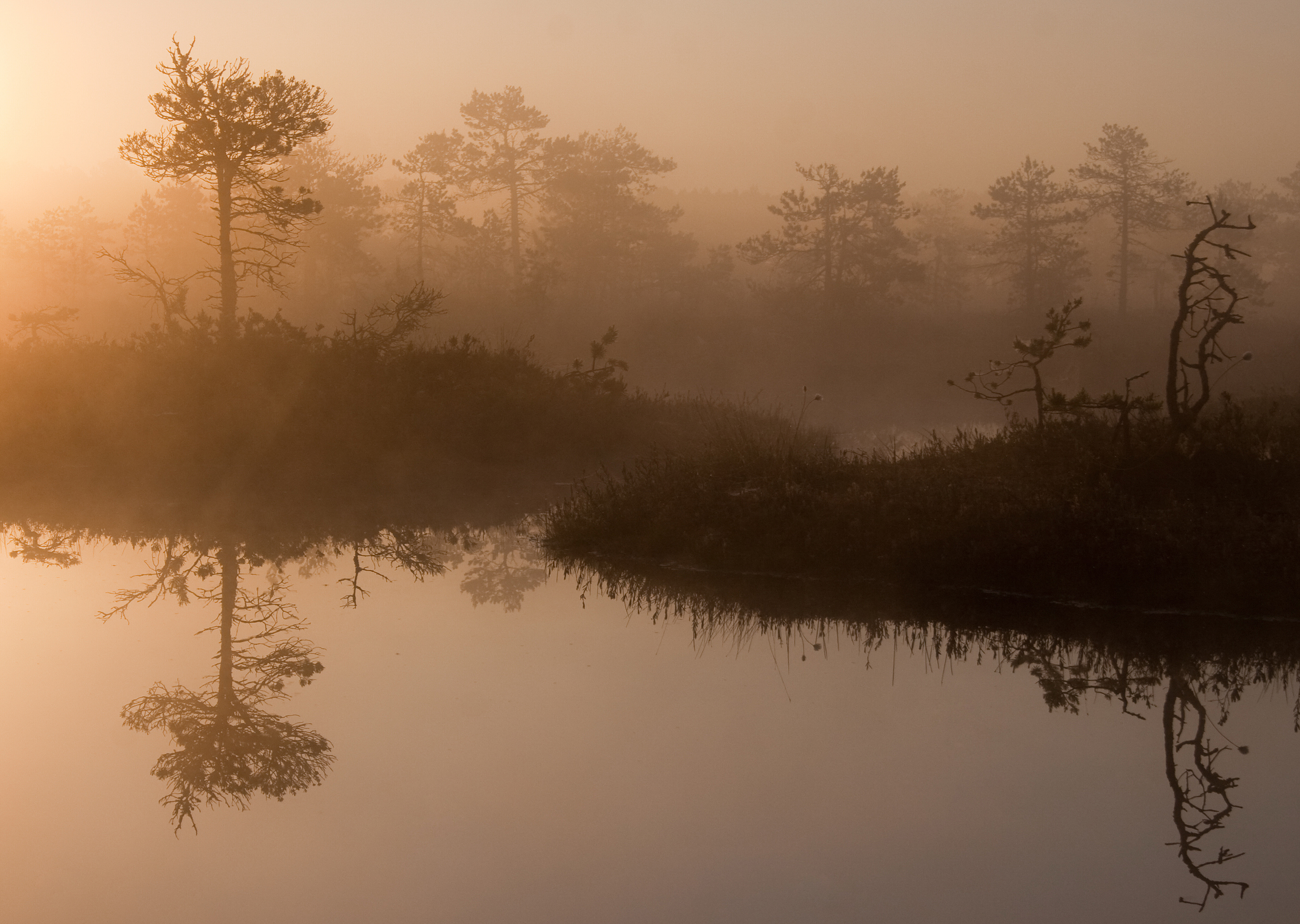
Riserva naturale di Endla: esistono approssimativamente di stagni in Estonia, che coprono il 5,6% dell'intero territorio nazionale

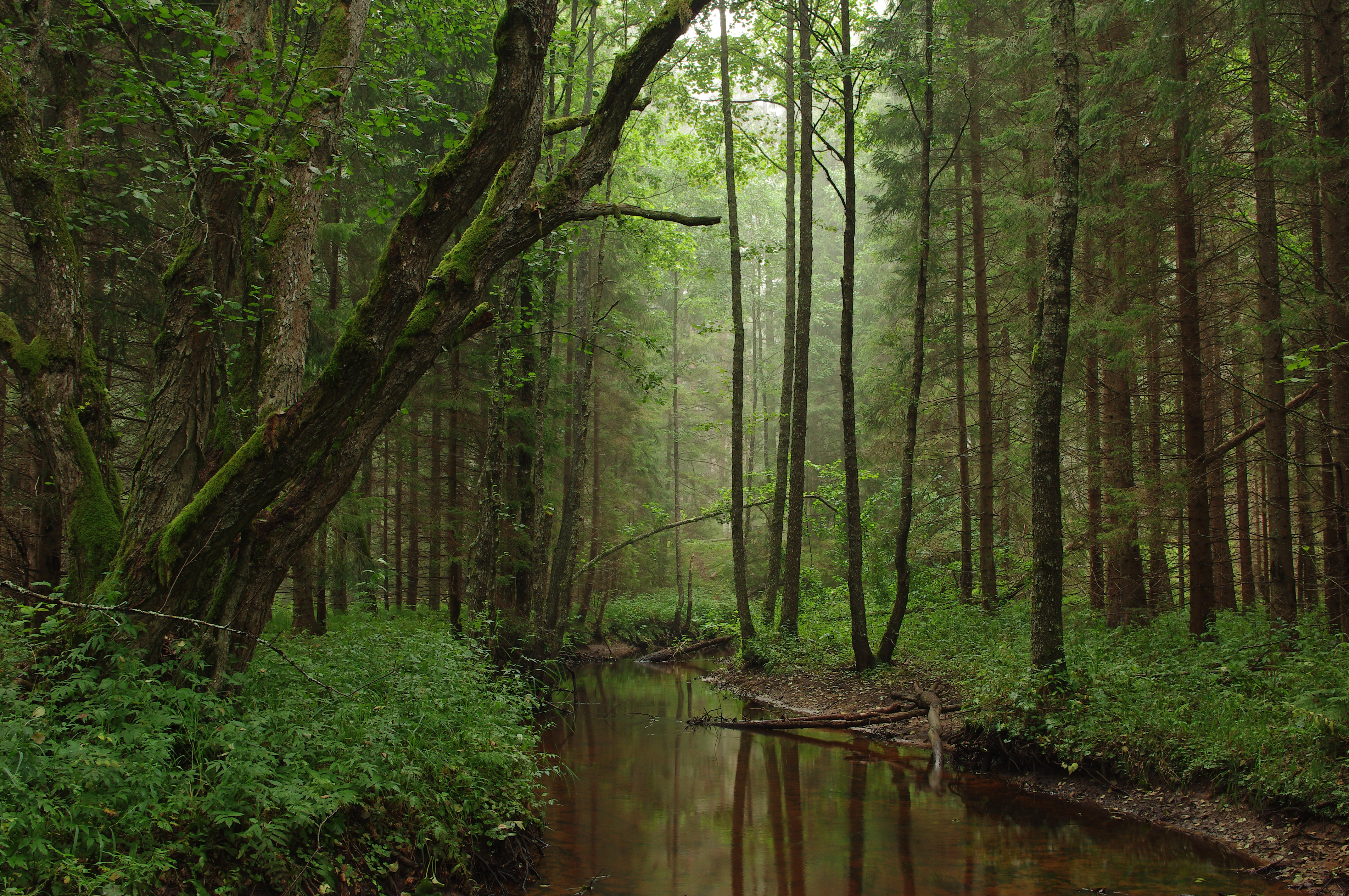
Il fiume Tarvasjõgi visto in una foresta. Quasi la metà del territorio estone è ricoperto di splendide e verdi foreste

L'Estonia è un paese piccolo, con una superficie totale di 45227 km² (incluse 1 521 isole), strategicamente situato tra la Russia, la Scandinavia e l'Europa occidentale.
Ha 31 porti commerciali, fra cui Muuga che è il più profondo del golfo di Finlandia; le foreste coprono circa il 45% del territorio e ne costituiscono la risorsa naturale principale.
Il territorio è per la maggior parte pianeggiante, con alcune zone che si trovano sotto il livello del mare. Il clima è continentale: la temperatura media di Tallinn è -7,3 °C in gennaio e +18,9 °C in luglio.
L'ambientalismo ha avuto un ruolo principale tra i movimenti, subito dopo l'indipendenza, in conseguenza del danno ecologico inflitto dal regime sovietico. Durante l'occupazione sovietica, infatti, i piani quinquennali trascuravano l'ambiente, e il danno fu ingigantito dall'inquinamento causato dalle installazioni militari dell'ex URSS (quelle di Paldiski e di Sillamäe).
Tra le zone più inquinate abbiamo i fiumi, nei quali quasi la metà delle acque fognarie veniva gettata, durante il periodo di occupazione sovietica, senza trattamento, e in alcuni punti dove vi erano gli scarichi di impianti di lavorazioni chimiche.

### Aree protette
L'Estonia ha comunque deciso di mantenere alcune strutture di aree protette, istituite dall'ex Unione Sovietica, che prevedevano:
- un parco nazionale, il parco nazionale Lahemaa (Lahemaa Rahvuspark) nato nel 1971 era il parco nazionale più antico dell'ex Unione Sovietica,
- una riserva della biosfera
- una riserva marina
- cinque riserve naturali
- 57 altre aree naturali

Dal 1993 la competenza sulla tutela dell'ambiente è passata al ministero dell'Ambiente estone. Con un provvedimento approvato dal Parlamento estone il 21 aprile 2004 (Looduskaitseseadus) la odierna rete delle aree naturali protette in Estonia comprende:
- 5 parchi nazionali
- 60 aree di conservazione naturale
- numerose aree di conservazione paesaggistica

Animali selvatici frequenti sono i cervi, caprioli e volpi.
Vi sono pure alci, castori e rare renne.

### Il problema dello smaltimento degli inquinanti
Peculiare problema estone è lo smaltimento dei residui della lavorazione dell'argillite petrolifera: il 70% della produzione mondiale di questo minerale si scava in Estonia e il 65% delle esigenze energetiche del Paese sono soddisfatte da esso. Il problema nasce dal fatto che l'argillite petrolifera, nella fase di escavazione e raffinazione e ancor più nell'utilizzo come combustibile, dà luogo a elevate emissioni inquinanti.

### Il programma per la protezione del Mar Baltico
Per combattere i danni all'ambiente, è stato istituito un ambizioso programma per la protezione del Mar Baltico, per tutelare in modo efficace non solo il mare ma anche i fiumi che vi si riversano.
Il programma è finanziato dall'UE. Con fondi Phare e dalla Banca Mondiale alcuni piccoli progetti sono stati realizzati e hanno contribuito a ridurre i danni e a ripulire alcune aree danneggiate, ma molto è ancora da fare.
Il Paese è uno tra i firmatari del Protocollo di Kyoto.

## Cultura

### Letteratura

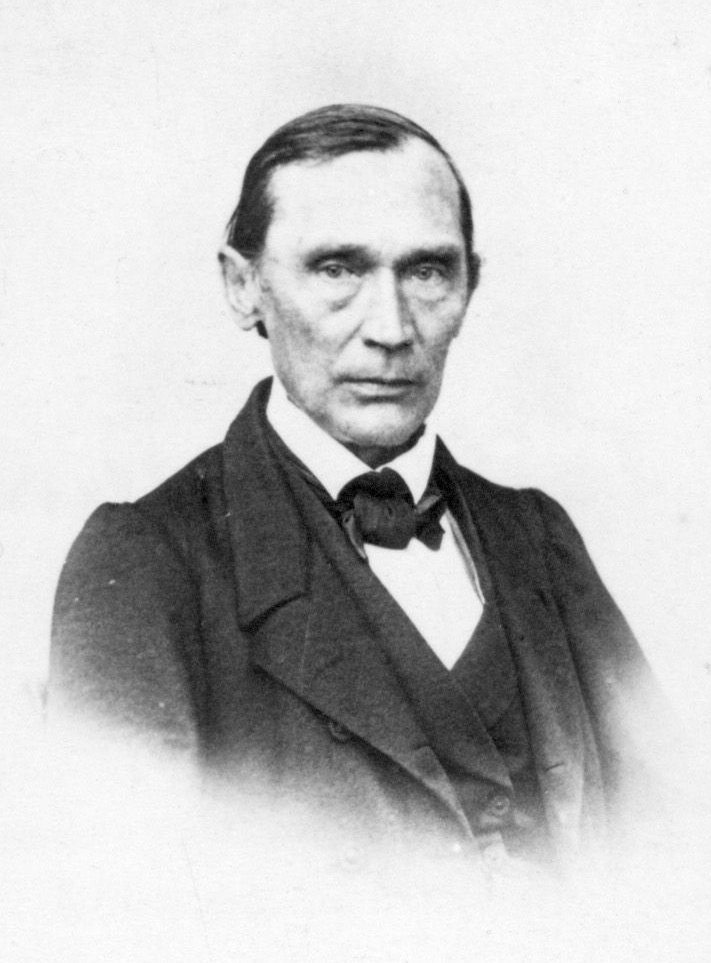
Friedrich Reinhold Kreutzwald.

Il poema epico nazionale Kalevipoeg ("Il figlio di Kalev"), è stato scritto tra il 1857 e il 1861 da Friedrich Reinhold Kreutzwald, che attinse dal patrimonio di tradizioni orali dell'Estonia, ispirandosi al finlandese Kalevala e alla mitologia germanica. Nato da una fusione di leggende estoni, il poema narra le avventure del mitico eroe locale, che terminano con la morte del protagonista e la conquista della sua terra da parte dell'aggressore straniero, ma anche con una nota di libertà e speranza per il futuro.
Nella prima metà del XX secolo si distinse A. H. Tammsaare, la cui pentalogia Tõde ja õigus (Verità e Giustizia, 1926–1933) è considerata una delle opere fondamentali della letteratura estone, nonché il "romanzo estone" per antonomasia.
Tra gli scrittori vissuti tra il XX e il XXI secolo ricordiamo Jaan Kross, più volte candidato al Nobel.
Fra gli scrittori contemporanei si segnalano: Tiit Aleksejev primo scrittore estone vincitore del Premio letterario dell'Unione europea nel 2010, con il romanzo Palveränd, e ancora Meelis Friedenthal, Paavo Matsin, Mudlum (Made Luiga), gli altri vincitori del Premio letterario dell'Unione europea.

### Mitologia
La mitologia estone presenta una certa somiglianza con la mitologia finlandese e con la mitologia baltica.

### Musica

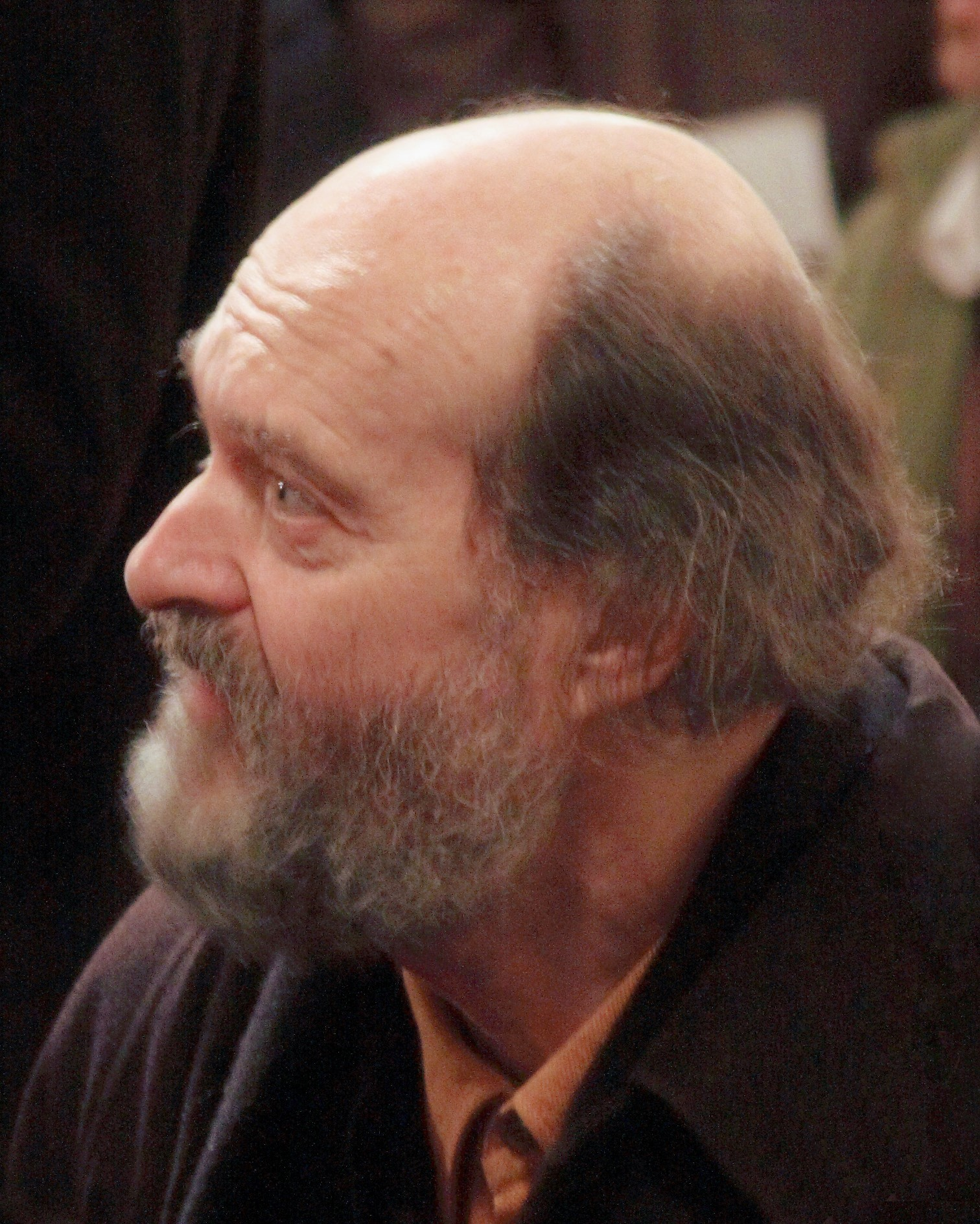
Il compositore Arvo Pärt, a Dublino,nel 2008.

Molto importante per il popolo estone è la cultura musicale.
La tradizione del Festival della canzone estone (Üldlaulupidu in estone) cominciò all'alba del risveglio nazionale nel 1869. Si tratta di uno dei maggiori eventi di musica corale del mondo, e l'aggiunta del coro solitamente comprende 18 000 persone.
Nel 2004 circa 34 000 persone hanno partecipato al Festival della canzone estone, con un pubblico aggiunto di 200 000 persone.
Dal 1928 l'Auditorium del Festival della Canzone Estone (Lauluväljak) a Tallinn, ospita l'evento ogni cinque anni, in luglio. Sviluppa grande interesse anche per i turisti stranieri che si recano in Estonia. Inoltre, sempre ogni cinque anni si svolge anche il Festival della Canzone Giovanile estone, l'ultimo dei quali si è svolto nel 2007.
La liberazione dall'occupazione sovietica nel 1991, e il ritorno all'indipendenza estone è chiamata anche Rivoluzione cantata. La canzone e il Festival estoni furono i mezzi con i quali gli estoni cominciarono a protestare pacificamente per la libertà, contro l'occupazione straniera sovietica, a partire dal 1989.
Tra i compositori di spicco ricordiamo Arvo Pärt, Premio Imperiale per la musica nel 2014. Tra i cantanti estoni spiccano Eda-Ines Etti, Maarja-Liis Ilus, Alo Mattiisen e la band femminile rock estone delle Vanilla Ninja con vari singoli tra cui Tough Enough (2003).

### Cinema
Anche il campo cinematografico riveste una certa importanza culturale: tra i registi spicca Elmo Nüganen.

### Architettura
Nel 2016 Il nuovo Museo nazionale estone è stato inaugurato a Tartu e ha ottenuto numerosi premi di architettura come il Grand Prix AFEX 2016 ricevuto alla Biennale di architettura di Venezia.
Nel 2005 a Lagedi è stato installato il "Monumento di Lihula", dedicato a coloro che combatterono per l'Estonia contro l'Unione Sovietica.

### Patrimoni dell'umanità
Alcuni siti estoni sono stati iscritti nella Lista dei patrimoni dell'umanità dell'UNESCO.

### Esplorazioni

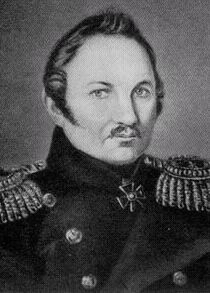
Fabian Gottlieb von Bellingshausen: nel 1820 scopre l'Antartide.

- 1803-1806: prima circumnavigazione russa della Terra guidata dall'esploratore estone Adam Johann von Krusenstern
- 28 gennaio 1820: Fabian Gottlieb von Bellingshausen scopre l'Antartide[79][80].

### Scienza e tecnologia

#### L'Estonia nello spazio
- 7 maggio 2013: viene lanciato ESTCube-1, il primo satellite estone

## Sport

### Rally
Markko Märtin nel 2004 chiude l'annata iridata al terzo posto.
Nel 2019, Ott Tänak vince il titolo mondiale, divenendo così il primo pilota estone a laurearsi campione del mondo.

### Sci
Tra le personalità sportive estoni che si sono distinte maggiormente nella disciplina dello sci spicca Kristina Šmigun-Vähi, oro mondiale nei Campionati mondiali di sci nordico 2003 in Val di Fiemme.

### Calcio
Il Campionato estone di calcio, organizzato su sei livelli, ha come primo livello la Meistriliiga. La Nazionale di calcio dell'Estonia non ha al momento raggiunto importanti risultati in campo internazionale. Nelle qualificazioni al campionato del mondo 2014 la nazionale estone riuscì comunque a fermare sul 2-2 in casa i favoriti Paesi Bassi, finalisti al campionato del mondo 2010.

### Giochi olimpici
La prima medaglia d'oro olimpica (e anche prima medaglia olimpica) per l'Estonia fu vinta da Alfred Neuland, nel sollevamento pesi, ai Giochi olimpici di Anversa 1920.

## Gastronomia
La gastronomia estone presenta piatti abbastanza semplici, come il cosiddetto "Pane nero" (leib) con alici salate, uova sode e cipolla sminuzzata. È molto apprezzata poi la salsiccia cotta nella pancetta affumicata, a Tallinn sono inoltre tipici gli Spratti, specie di sardine del Mar Baltico che si servono affumicate, e tra i dolci si segnala il leiva supp, preparato con il pane raffermo, il kissel, tipico piatto a base di frutta e il kringel, focaccia con uva passa, tipica delle feste natalizie.
La birra più bevuta in Estonia è la birra Saku, e il liquore nazionale più consumato è il Vana Tallinn, a base di Rum.

## Folclore e tradizioni
Nel contesto del folclore e delle tradizioni pare che l'albero di Natale sia nato a Tallinn, la capitale dell'Estonia, nel 1441 .

## Festività nazionali
| Data        | Nome                                      | Significato |
| ----------- | ----------------------------------------- | --- |
| 24 febbraio | Dichiarazione d'indipendenza dell'Estonia | Festa nazionale: anniversario della Repubblica Estone, nel 1918                                                  |
| 14 marzo    | Giorno Nazionale della Lingua estone      | in onore alla data di nascita del poeta Kristjan Jaak Peterson, fondatore della letteratura estone contemporanea |
| 23 giugno   | Giorno della Vittoria                     | celebra la vittoria nella battaglia di Cēsis (1919), durante la guerra di indipendenza estone                    |

Le banche, gli uffici e i negozi sono chiusi in Estonia nei seguenti giorni:
- 1º gennaio - Capodanno
- data variabile: il venerdì Santo
- 1º maggio - festa del lavoro
- 24 giugno - giorno di mezza estate
- 20 agosto - festa del ripristino dell'Indipendenza
(fine occupazione e distacco dall'Unione Sovietica, nel 1991)
- 25 dicembre - primo giorno di Natale
- 26 dicembre - secondo giorno di Natale